# 3×3 EYES
『3×3 EYES』（サザンアイズ、読みは公式にカタカナ表記）は、高田裕三による日本の漫画作品。講談社『ヤングマガジン増刊海賊版』（月刊誌）1987年12月14日号 - 1989年4月10日号（第一部）、『週刊ヤングマガジン』1989年第9号 - 2002年第39号連載。1993年度第17回講談社漫画賞少年部門の受賞作品である。2018年1月時点でシリーズ累計部数は3333万部を突破している。
OVA、ドラマCD、ゲーム、テレホンゲーム（電話による音声ゲーム）など、複数のメディアにおいて漫画を原作とする作品が制作されており、メディアミックス展開を見せた。
また、本編である漫画においては、『3×3 EYES』の最終回から7年後を描いた『3×3EYES 外伝』が『月刊ヤングマガジン』創刊2010年1月号から3号連続で掲載され、その後も不定期で掲載された。
さらに、2014年12月26日から2016年8月12日にかけて、WEBマンガ雑誌『ヤングマガジン海賊版→eヤングマガジン』上において、続編となる『幻獣の森の遭難者』が連載された。また、同編のラストにて続編『鬼籍の闇の契約者』の連載が予告され、2016年12月22日から2019年まで連載。その後『月刊ヤングマガジン』に移籍し、2019年3月号から2023年6月号まで連載された。
本記事では漫画とその外伝・続編、それらを原作とする関連作品についても記述する。

## 概要

### 『3×3 EYES』
「三只眼吽迦羅（さんじやんうんから）」という三つ目の妖怪であるヒロインのパイが、ひょんなことから彼女と一心同体の不死人「无（ウー）」となってしまった藤井八雲と共に人間になるため冒険をする物語。登場する妖怪の名前や設定が中国文化やインド神話がモチーフとなっており、チベットやインド等、日本以外のアジアが多く舞台になっている。
題名の由来は「三人の三只眼吽迦羅」という意味と「サザンオールスターズ」から。
当初は増刊誌の連載からスタートするが、人気が高かったため第二部以降は本誌に移行することとなった。
物語は全四部で構成されており、第三部に一度、第四部には二度、外伝的な物語が挿入されている。第三部までは内容に合わせて各話のサブタイトルが『○○の章』と章立てに区切られていたが、第四部からは各話サブタイトルに章立てが無くなっている。さらに単行本の装丁も第三部までと第四部以降とでマイナーチェンジされている。
また第一部には副題がなかったが、後に新装版等で「聖魔妖撃編」が用いられるようになった。

### 『3×3EYES 外伝』
『3×3 EYES』の最終回から7年後のパイと仲間たちが描かれている。初出は『月刊ヤングマガジン』であり、不定期で掲載された。その後、『ヤングマガジン海賊版』にて新たな二つの話を含めて全7話で掲載。2016年現在、同誌が『eヤングマガジン』に誌名変更された後も継続して掲載されており、閲覧ができる。
- 『月刊ヤングマガジン』
  - 「3×3EYES外伝 ユグドラシルのヤドリギ」前編（2010年1月号）
  - 「3×3EYES外伝 ユグドラシルのヤドリギ」後編（2010年2月号）
  - 「3×3EYES外伝 綾小路家の一日」（2010年3月号）
  - 「3×3EYES まったり日常編 3×3DAYS」（2011年7月号）
  - 「3×3EYES -与太番外 神山依子の暴走ラノベ生活が甘くて優雅だというささやきはにわかステルスに違いないのだ!-」（2013年2月号）
- 『ヤングマガジン海賊版』[6]
  - 「そして龍皇（ヤツ）は途方に暮れる」（2014年4月28日）
  - 「李家の秘宝」（2014年5月2日）
  - 「ユグドラシルのヤドリギ 前編」（2014年6月23日）
  - 「ユグドラシルのヤドリギ 後編」（2014年6月30日）
  - 「綾小路家の一日」（2014年7月7日）
  - 「－喰っちゃ寝プレゼンツ－菓子ミヤ・グランプリ」（2014年7月14日）　- 「3×3EYES まったり日常編 3×3DAYS」と内容は同じ
  - 「神山依子の暴走ラノベ生活が甘くて優雅だというささやきはにわかステルスに違いないのだ！」（2014年7月18日）

### 『3×3 EYES 幻獣の森の遭難者』
『eヤングマガジン』に毎週金曜連載。同誌が誌名変更前の『ヤングマガジン海賊版』であった2014年12月26日から、完全新作の続編としてスタートした。単行本全4巻。『eヤングマガジン』では第1話から最新話まですべて閲覧できていたが、現在はサービスが終了している。

## あらすじ

### 『3×3 EYES』

#### 第一部（聖魔妖撃編）（『3×3 EYES』1-2巻）
東京で一人暮らしをしている高校生藤井八雲は、ある日自分を訪ねてチベットからやってきた少女・パイに出会う。パイは4年前チベットで行方不明になった民族学者である八雲の父からの遺書を持っており、そこにはパイが「三只眼吽迦羅」（さんじやんうんから）という妖怪の唯一の生き残りで、人間になることを願っていることや、その方法を知る人物が香港にいること、そして自分の死後は八雲がパイを人間にする手助けをするとパイに伝えてあることが記されていた。余りに突飛な内容と父親の身勝手な頼みに激怒する八雲だったが、「三只眼」の使い魔である怪鳥タクヒが暴走、襲われそうになったパイを庇ったことから命を落としかける。その瞬間パイの額に第3の目が現れ、「不老不死の法」により魂を抜き取られた八雲は不死身の「无（ウー。中国語表記の「無」）」となってしまう。
パイを人間にする決意をした八雲は、父の遺言に従い手がかりを求めてパイと共に香港に渡る。そこでパイの中にいるもう1つの人格「三只眼」から、自分が彼女と一心同体の不死人「无」と化したことを知らされた八雲は、人化の鍵である「ニンゲンの像」をめぐる妖怪との争いに巻き込まれる。像を奪われ手がかりを失った八雲は、日本に帰国し普段の生活に戻るが、不死身の肉体を目にした友人達が悲鳴を上げるのを見て、自分がすでに人間ではないことを再認識する。また不老不死の力を狙う妖怪が周囲に現れたことで友人達にも危害が及ぶと悟り、パイを人化し自身も人間に戻るまでこれまでの日常と決別することを誓う。
香港へ戻った八雲達は、人間になるための術「人化の法」に必要とされる「ニンゲンの像」を巡り鬼眼王（カイヤンワン）を信奉する妖怪達と争奪戦を繰り広げる。その戦いの中現れた鬼眼王の无・ベナレスは、鬼眼王の復活が間近であることを告げる。さらにベナレスは邪魔をしないようパイには眠ってもらうこと、そしてもし復活の邪魔をすれば仲間を皆殺しにすると伝え、パイと八雲に1日の猶予を与えた。決戦前夜、八雲はパイと人間になったら東京で一緒に暮らす約束を交わす。しかしパイは八雲を戦いに巻き込むことを恐れ単身ベナレスとの決戦に赴く。八雲が気付いた時、香港の方角が明るく輝き、そのままパイは戻らなかった。
パイが死ねば自分も死ぬため、パイがまだ生きていることを確信した八雲は、パイを探すため当てのない旅に出発する。

#### 第二部（聖魔伝説編）（『3×3 EYES』3-5巻）
香港でパイが行方不明になってから4年後の東京。ベナレスとの戦いにより記憶を失ったパイは、老夫婦に保護されごく普通の女子高生・綾小路ぱいとして暮らしていた。ある日、パイの秘められた能力を狙う生き人形たちに襲われるが、額の菱形のアザが光り輝きこれを撃退した。反動でぱいは気を失い、再会した藤井八雲により介抱される。八雲によって自分が人間ではないと告げられるぱいだが、記憶を失っているため頑として信じない。だが八雲から渡された「シヴァの爪」を使い、己の意思で解放された力を目の当たりにしたぱいは、自分が人間ではないということを受け入れる。その後、パイの記憶は額の菱形のアザにより封じられていることが判明し、八雲とぱいはアザを除去する方法を探るため中国に向かうことになる。
中国に渡った八雲とぱいは三只眼の故郷「聖地」に向かうため、その鍵となる香炉を手に入れようとするが、同じく香炉を狙うトレジャーハンターのマクドナルドと、鬼眼王を崇拝する呪鬼（チョウカイ）一派との三つ巴の争奪戦となる。マクドナルドと共闘し呪鬼一派を退けた八雲達は、途中で出会ったパドマー寺院の僧・ナパルバに導かれ、ついに聖地にたどり着く。しかし聖地は伝説のような華やかな場所ではなく、住む者のいない荒廃した土地であった。
ぱいは残されていた記録石から、かつて聖地が邪悪な王・鬼眼王に支配されていたことやパイ＝パールバティー四世が鬼眼王の未来の妻であったこと、そして戦いの果てに鬼眼王が聖魔石に封印され、その代償にパイ以外の三只眼達が全滅したことを知る。突然現れたベナレスにより、ぱいは自分がパイ本人ではなく、「三只眼」を封印するために菱形のアザ（チョアンリンリン）に変身して取り憑いた化蛇（ホウアシヲ）であることを知らされる。化蛇はパイの意識を封じ込め体を乗っ取ることには成功したが、「三只眼」は記憶喪失になったのみで封じ切れず、化蛇までもが記憶を失い自分がパイだと錯覚してしまっていた。化蛇はこのままベナレスに従うか、パイを解放して元の醜い蛇に戻るかの決断を迫られるが、一瞬迷うものの八雲たちを救うために菱形のアザの封印を解き、ベナレスもろとも聖魔石を破壊する。
その後、「三只眼」と未だ目を覚まさないパイは養生のため聖地に残り、再び記憶を失った化蛇は「綾小路葉子」として、以前のように東京で普通の女子高生として過ごすこととなる。人知れず葉子を見送った八雲は都会の雑踏の中に消えていった。

#### 第三部（聖魔世紀編）（『3×3 EYES』6-11巻）
その後、八雲は東京の料理学校に通いながらパイが戻ってくるのを待っていたが、パイは新たな友人達と過ごす八雲を気遣い聖地に引き蘢ったままだった。しかしパイを聖地からおびき出したい黄舜麗が、封印されていた怪物太歳（タイソエイ）を東京上空に解き放つ。この危機に聖地から現れたパイは八雲と再会を果たし、太歳を封印する。
再び人間になる方法を探し始めた八雲とパイは、鬼眼王が封印されていた「聖魔石」に残留思念の法をかけて「人化の法」を調べることを思い付く。黄舜麗はパイに封魔鐶を与えて密かに「三只眼」を封じ、さらに封魔操妖球で「三只眼」を操ろうとするが、憑魔一族の女戦士・グプターにパイをさらわれる。パイ奪還のため憑魔一族の本拠地へ乗り込んだ八雲だったが、彼らがその能力故に絶滅の危機に瀕し、かつては三只眼一族に従属することによって得られていた不老不死の法を求めていることを知って困惑する。そんな中、憑魔一族の王子・ガルガが自らが不死身となって世界を支配するという野望を現わしたことで、八雲とグプターは和解し、謎の男キンカラの協力も得てガルガに立ち向かう。戦いの中、封魔鐶が砕け散ったことで「三只眼」が力を発揮し、ガルガを打倒する。これ以降、憑魔一族は「三只眼」に下り「ニンゲンの像」と「聖魔石」の発見に尽力することとなった。
やがて聖魔石のカケラを発見したとの報が届く。早速「三只眼」は聖魔石のカケラに残留思念の法をかけるが、そこから現れた鬼眼王・シヴァの幻影に魅入られ、原因不明の昏睡に陥ってしまう。八雲は囚われてしまったパイと「三只眼」の精神を解放するため、秘術商人ハズラット・ハーン共々パイの精神世界に入る。精神世界内はパイの幼少時代であるおよそ300年前の聖地を再現していた。八雲はそこで、三只眼吽迦羅が3人いなければ「人化の法」は行なえないことや、「人化の法」の最中の事故により心優しかったシヴァが邪悪な鬼眼王に変貌したことを知る。八雲たちはパイと「三只眼」を覚醒させて帰還するが、人間にはなれないという事実に途方に暮れる。
一方、黄舜麗は「三只眼」に自分が「迅鬼」という妖魔であることを明かし、第2の鬼眼王となるようそそのかす。しかし彼女の真の狙いは、「三只眼」の中にある八雲の魂を魔物に食べさせ、代わりに自らが无となって権勢を振るうことにあった。それに気付いた八雲は迅鬼と交戦、あと一歩まで追い詰めるが、それまで（下心があったとはいえ）何かと援助してくれていた迅鬼に「あんたは俺の家族だ」と止めを刺さずに去った。八雲の魂を食おうとしていた魔物を退けた八雲と「三只眼」の前にキンカラが現れ、八雲の魂を横取りする。キンカラの正体は倒したはずのベナレスで、実は聖地でベナレスと対峙した時点で鬼眼王は聖魔石の中にはおらず、聖魔石のカケラを使ってパイを昏睡状態にしたのも彼だった。ピンチの八雲を駆けつけた迅鬼が援護し、魂は取り戻せたがベナレスの攻撃を受けた迅鬼は命を落とす。
八雲と「三只眼」は黄の死を悲しみつつ、来るべき鬼眼王やベナレスとの戦いへの覚悟を新たにする。

#### 第四部（聖魔創世編）（『3×3 EYES』12-40巻）

##### 綾小路葉子との再会〜月面での決戦（『3×3 EYES』12-19巻）
ベナレスを倒す手掛かりを掴むため、八雲とパイは綾小路葉子に再会する。葉子は一時ベナレスの部下に操られ八雲達を攻撃するが、途中で化蛇としての記憶と能力を取り戻し仲間となる。さらに、かつてベナレスを封じたという魔道士マドゥライの末裔を探すためイギリスに渡った八雲とパイは、魔道士ベム・マドゥライ本人を見つけ出し、ベナレス攻略のための頭脳として迎える。
インドシナ半島の小国の王権復古を目論む王に仕える術士サルラーマは、発掘されたヴィシュヌを復活させようとしていた。ハーンから知らせを受けた八雲は葉子と共にインドシナに渡り、阻止に奔走する。しかし復活したのはヴィシュヌの化身カルキであり、ヴィシュヌとの合体を望んでいた王を殺し暴走する。以前八雲が関わった事変のため獣魔に精気を吸い取られたサルラーマは、腹いせにカルキを放置しようとするが、捨て身の八雲達を見て心変わりし、カルキと合体し暴走を止める。
一方同じ頃、パイはマドゥライを連れてネパールにある鬼眼水将塚で鬼眼五将の行に臨んでいた。塚守りのココとの一件を経てようやく得た力であったが、その強さは予想を下回っていた。原因を求めて、八雲共々大地の龍脈（ナーガ）に思念体を潜入させた「三只眼」は、自然治癒ができず大地の精を吸い上げる衰えたベナレスの姿を見て、倒すのは今しかないと決断する。
八雲達はベナレスを討つため、聖地にある「魔口の巣」に赴く。ベナレス配下となったガルガに襲われ、深手を負ったマドゥライは倒れるも、八雲はマドゥライの力のみならず自身の力で「魔現封神」を発動させガルガを倒す。さらに八雲達はベナレスの本拠地である月面の龍皇城に進み、決戦を挑んだ。ベナレス、そしてベナレス直属の配下・九頭龍将の面々と鎬を削りあいつつも、八雲は亡きマドゥライから受け継いだ術・魔現封神でベナレスを大地に封じたが、月では許容量が足りず術は破られる。龍と化したベナレスに八雲達は追い詰められるが、正体不明の獣魔であった哭蛹（クーヨン）でベナレスの攻撃を無効化し、九死に一生を得る。戦いに辛くも引き分けた彼らは、月を脱出した。

##### 亜空間アンダカでの探索〜鬼眼王シヴァの復活（『3×3 EYES』20-29巻）
突如、東京にベナレスが現れ、その配下の九頭龍将とハーン・葉子たちは戦うことになる。その危機に駆けつけたのはチベットでベナレスらの動向を待っていた八雲とパイだった。
ベナレスの東京の全人口を人質にする作戦にやむを得ず八雲はベナレスに従うことを決断し、「亜空間アンダカ」へ3人目の三只眼捜索に向かう。
アンダカでは无・アマラが変化した「球城アマラ」に辿り着く。球城アマラの中で、八雲はシヴァの母親である三只眼ウシャス、その複製であるラートリーとその他の培養生産された神民達に出会う。これを察知したベナレスは八雲に付けていた呪的命綱（スペル・ライン）を発動させ球城アマラを東京に出現させる。取り残された八雲は、アマラから分離されたリトル・アマラと融合し自力で帰還する。一方ベナレスによって封印を解かれた鬼眼王は、「人化の法」で「三只眼」とウシャスの力を得ようとするが、霊力の低い複製三只眼のラートリーが「三只眼」の身代わりになったため、肉体の復活は不完全なものに終わる。

##### 球城アマラの炎上〜サンハーラの阻止（『3×3 EYES』29-40巻）
復活した鬼眼王は神獣・ローカパーラを使い世界中に人間を魔物に変異させるウイルスをばら撒き始め、僅かな間に東京は廃墟となった。球城アマラは魔物に襲撃され、ラートリーは人質となりアマラは封じられていた。技師長のネグローニはベナレスに脅迫されパイの複製（カーリー）を生み出す。八雲はアマラの封印を解くが、球城アマラは灰となる。
アマラは単身鬼眼王の元に乗り込む。アマラは八雲に貸していた力を引き上げるが、八雲の精神もまたアマラの元へと運ばれていた。アマラと八雲は協力してベナレスを退けるも鬼眼王に敗北する。八雲は一時、獣魔を失うが、アマラの種を手に入れ不完全ながらも獣魔を取り戻す。一方東京で逃げ延びた人々は合流し、新岩城島要塞を築きローカパーラと交戦する。
月面の龍皇城にて秘術「サンハーラ」の準備に入った鬼眼王とベナレス。巨大な呪術装置である「サンハーラ」は太平洋上に配置され刻一刻と成長していく。最終決戦を間近に控え、「三只眼」は八雲に一夜の契りを求め、2人は結ばれる。「三只眼」は「人化の法」により内側から鬼眼王を眠らせることを決意し、鬼眼王の下に赴く。再度の「人化の法」により「三只眼」とカーリーは三只眼吽迦羅の力を失い、八雲もまた无の能力を失いただの人間となった。真の復活を遂げた鬼眼王は、八雲とパイに残された人生を2人で過ごすがいいと告げる。
八雲は「三只眼」を見殺しにしたパイを許せず傷つける。鬼眼王の「サンハーラ」の儀式に臨むべくパイはただ一人サンハーラの核へと向かう。八雲は残る仲間達と共にサンハーラの核に向かうが、ベナレスに阻まれる。鬼眼王は内部に取り込まれた「三只眼」の抵抗に遭うものの遂にサンハーラを発動。発動したサンハーラにより世界中の人々は「骸」と化し、鬼眼王は光の粒子に包まれ神となるが、吸収されていた「三只眼」達が分離する。パイと再び融合した「三只眼」は八雲を再び无にする。
鬼眼王は人間が心に封じていた光を集約しようと目論んでいたが、集まったのは光ではなく闇だった。天を覆う闇に鬼眼王は絶望する。これまで得たすべての力を集約した八雲は遂にベナレスと鬼眼王を倒す。八雲は自身の体を粉々に引き裂き闇と融合することで人類を復活させようとする。八雲はパイと「三只眼」に再会を誓い、「三只眼」は八雲の肉体を粉々に吹き飛ばした。人類は復活し以前と変わらぬ日常に戻った。

### 『3×3EYES 外伝』
サンハーラを巡る戦いが終わり、帰還した八雲たちは再び闇の怪物退治や獣魔の卵を封印しながら日々を送っていた。
ある日、世界中に人外念離層が具現化したことでニイスホッグが現れたことを察知した八雲たちは、ニイスの依り代となった桜場華を追う。華は八雲たちの話に耳を傾けようとしなかったが、世界を憎むきっかけとなった恋人と親友との諍いが恋人の身勝手な行いによる偽りだったという真実を知り、自身がニイスホッグとなっている事を悟った。華は八雲をニイスの元へ案内し、ニイスホッグは倒され、「三只眼」により華の肉体は蘇生されたのだった。

## 登場人物
OVAやゲームなどでボイスが使用されたキャラについては声優を併せて記す。

### 主な三只眼と无
パールバティー四世（幼名パイ）
声 - 林原めぐみ
本作のヒロイン。三只眼の生き残り。母はパールバティー三世、父は不明。10代の少女に見えるが、年齢は300歳を超える。2つの人格を持ち、八雲たちからは人格交代と連動している第3の眼の閉眼時を「パイ」、開眼時を「三只眼」と呼ばれている。
300年前、三只眼達が鬼眼王に対し反乱を起こす。シヴァへの思慕と恐怖から戦いに参加していなかった「三只眼」は仲間の三只眼が皆殺しにされるところを見てしまう。「三只眼」も鬼眼王に殺されかけるが、シヴァの自制に助けられる。シヴァから逃げるように指示されるが、「三只眼」は恐怖から鬼眼王を聖魔石に封印してしまう。シヴァを裏切った悔恨と孤独に打ち震えたことから、「パイ」というもう一つの人格を作成し自ら二重人格となる。その後チベット山中に移り住み、探索中に遭難した八雲の父親で民俗学教授の藤井一を助ける。人間の持つ「聖なる力」に魅かれて人間になることを願っていたパイは、一と人間にしてもらう約束をし、一が遺志を託した八雲を訪ねる。後に人化の法で人間になり、人格的にはパイが残るが、サンハーラの力で鬼眼王に吸収されていた「三只眼」と再融合し、さらに他の三只眼（ウシャス、パールバティー三世等）とも融合する。なお、パールバティー（Pārvatī）はヒンドゥー教におけるシヴァの2番目の妻である。
パイの人格状態の時は「三只眼」の記憶は欠落しているのに対して、「三只眼」の時はパイの記憶は欠落しておらず、人格ごとに独立した記憶を持っている訳ではないので、医学的には二重人格とは言えない。少なくともパイと「三只眼」を同列に扱うことは出来ないが、ここでは便宜的に2つの人格が成立しているとして、各人格について個別に説明する。
パイ
第3の眼が閉じている時の人格。鬼眼王を聖魔石に封印する以前の記憶を意図的に欠落させた人格。チベットの奥地で300年間一人で暮らしていたが、遭難した八雲の父親を助け、人間になるために日本に行き八雲に出会う。タクヒに襲われて死んだ八雲を无とする。
性格は純真無垢で能天気。たとえ敵でも命を助けようとする優しさを持つ。また大食漢で「妖怪食っちゃ寝」と八雲に呼ばれている。酒には弱い。一人称は「パイ」で、「〜だもん」など幼児のような言葉遣いをする。自己犠牲心が強く、しばしば軽率で危険を顧みない行動に出る。
当初より八雲には好意を持っていたが、「恋人」という言葉の意味を知らなかったため、「ダチンコ」（パイの感覚で「大事な人」と言う意味）と思っていた。
パイの状態の時は霊力は低く、召喚以外の術は使えないが、「シヴァの爪」を用いる事で一部強力な光術を使う事が出来る。
無邪気かつ優しすぎる面を持つために、シヴァを唯一の同胞として彼の真意を理解しようと行動し、結果八雲を窮地に追い込む場面もあった。ただ君枝曰く、その能天気さ、無邪気さ、優しさが、両親に捨てられた過去で傷つく八雲を癒すには必要だとのこと。
アニメやゲームなどでは、片言やたどたどしい口調で喋るという特徴があるが、これは声優を担当した林原が「原作序盤ではパイの台詞がカタカナで記されていたことと、日本語に慣れないパイが一生懸命喋っている様子を表現するため」と語っている。
名前は作者の友人の猫の名前から。
後日談の「ユグドラシルのヤドリギ」では「藤井パイ」を名乗る。
「三只眼」
第3の眼が開いた時の基本人格。「パールバティー」とも呼ばれる。鬼眼王封印後、心の傷を癒やす為、聖地を離れ別人格の「パイ」を作り出した。種族としての三只眼と区別するため括弧付きで表記される。
プライドが高く傲慢で尊大。当初は八雲を奴隷と断言し「愚か者」と罵っていたが、やがて八雲を認めるようになる。大酒飲みだが酒のせいで失敗することもある。一人称は「儂」で、「〜じゃ」など老人のような言葉遣いをする。高慢な性格を逆手にとられて罠に陥ることも多い。
八雲に対してはいつもきつい態度で接していたが、内心は彼に好意を抱くようになり、たまに照れながら彼の身を心配する発言を行う。終盤では鬼眼王との決戦を前に自らの心の弱さを認めて、八雲に一夜の契りを求めた。
「三只眼」の状態の時は霊力が高く、強力な光術の他、様々な秘術を使いこなす。敵と判断した者に対しては冷酷に振る舞い、殺害することも躊躇わない。序盤では最期の決着をつけるのは彼女の役目だったが、ベナレス復活後は戦いのメインが八雲に移行した為、彼女自身が戦うシーンは激減している。また強大な力を持つため、眠っていることや、敵に眠らされたり封じられたりすることが多い。
幼い頃はシヴァに育てられたため、シヴァを慕う気持ちが強かった。また幼少期の性格はパイそのものだった。精神世界での経験によりシヴァへの恋心に決着をつけ、精神的にも肉体的にも成長する八雲を深く信頼する様になる。悲壮な覚悟を決めて人化の法に臨み、パイと八雲を人間にし、仮死状態のまま鬼眼王の一部となって完全復活後の鬼眼王を昏睡させた。サンハーラ発動後にパイの求めで再び融合を果たし八雲を再び无とする。最後は聖地でパイと共に八雲の帰りを待っていた。
　『鬼籍の闇の契約者』で、サンハーラの影響で別種の鬼眼王となりつつあることが発覚。東京の綾小路家で喜一を止めようとした際には、鬼眼王に取り込まれた三只眼達が精神内で暴れたため、意識が混濁、連れ去られる原因となってしまった。
藤井 八雲
声 - 辻谷耕史
主人公。糸目が特徴の少年。昭和46年3月27日生まれ（免許証より）。物語当初の年齢は16歳で高校二年生。第二部では20歳だが、16歳で不老不死になってから外見の変化は一切ない。父親は「妖怪狂い」（八雲談）の民俗学教授「藤井一」。母親は父の教え子。普通の人間として高校生活を送っていたが、パイと出会い、不老不死の術で「三只眼」を守護する无となり、パイと共に人間になる旅に出る。
明るくて誰にでも優しい性格だが、幼年時代は両親に児童虐待（ネグレクト）を受けるなど家族愛には恵まれず、長じてからも近しい者に見捨てられる不安に苛まれ続けていた。このため「三只眼」やパイが八雲を置き去りにしたことに苦悩した。1人暮らしをし、生活のためにゲイバーでバイトしたりしているが、本人いわくオカマではない。
戦いを好まない性格で、たとえ敵でも命を奪う事は好まず、自らの危険も省みず助けてしまう事がある。特に女性型の魔物に対しては手加減が目立ち、裏切られて窮地に陥ることが多かった。D・Dやタリスマンは容赦なく殺したにもかかわらず、舞鬼は助けている。
料理が得意で、一時期帰還したパイと一緒に店を開くつもりで専門学校に通ってもいた。
偶然により不死身の肉体を得た事で様々な闇の者に狙われる事になる。当初は全く術を使えず不死力のみに頼った特攻戦法が主体であったが、第二部以降は体術や獣魔術を身に付け、敵と対等に戦えるようになった。しかしそれでも術者としては脆弱な方であり、ベナレスを始めとする一線級の魔物には歯が立たないことが多かったが、鬼眼五将の行やベム・マドゥライの指導と能力を受け継ぎ、リトル・アマラを取り込んだことで力を増していった。数多くの戦いを経ることで著しい成長を遂げ、最終的にはベナレスや鬼眼王に唯一対抗できる存在になる。ただ、無鉄砲で考えなし、優柔不断で流されやすい性格は相変わらずであり、中盤以降でも何度も失敗している。中盤以降はマドゥライの力を失ったり、アマラのせいでリトル・アマラの能力ばかりか獣魔術さえ失い、終盤では无の能力すら失ってしまう。獣魔術を失ってもスペルキューブを駆使するなど戦いのセンスで乗り切るが、ただの人間となってからは死の恐怖に直面し戦意を消失するなど、心の脆さも露呈した。
パイに惚れており、一度彼女を守れなかったことを悔やんでいる。また、当初は傲慢な「三只眼」を邪険にしていたが、やがてパイと「三只眼」両方に心惹かれるようになる。異人格とはいえ二人同時に惹かれていることについて密かに悩んでいたが、パイの「全部の自分を愛してくれて嬉しい」との発言で解消された。女性にはモテており、パイと「三只眼」をはじめ、幼馴染みの浅井夏子、パイの影武者だった綾小路ぱいこと化蛇、美星、舞鬼、ラートリー、フィズといった女性キャラクターから好意を寄せられる。
「勘弁してよ」「ヤクイ」が口癖。高所恐怖症の気がある。また中国語は苦手。
作者によれば、「第1話で主人公が一度死に、不死身のヒーローになって復活する」という設定はウルトラマンに由来し、初期のモデルは藤井フミヤと作者の大学時代の後輩を足して2で割った人物であると言う。
サンハーラから4年後にネパールにてハーン、綾小路と再会、その後はパイや妖撃社の面々とともに化物退治のため世界中を飛び回っているが、力の一部を失い以前より弱体化していた。その原因はサンハーラから人々の魂を元の肉体に戻した際に甲子美智瑠の魂と融合していた欠片をノルマルテにより美智瑠の心臓に合成されたためで、彼女たちが合成を破棄したことで再び力を取り戻した。
鬼眼王（シヴァ、幼名ルドラ、愛称ルド）
三只眼を統率した最後の王。母親はウシャス、父親は先代の鬼眼王。2000年前にベナレスの封印を解き无にした。
元来は優しい心の持ち主であり、種の限界を迎え退廃がひどくなる三只眼達の中でも特異な存在として敬われていた。鬼眼王となる前は鬼眼王の妻パールバティーの養育役であり、代々のパールバティーを育ててきた。
300年前、先代鬼眼王の不興を買い、パールバティー三世と共に人化の法に選ばれる。その人化の法の最中、事故により先代鬼眼王から全ての人格と力を取り込んでしまい、新たな鬼眼王になった。これにより鬼眼王としての残忍な人格に支配され、同族の三只眼達を皆殺しにするが、幼いパールバティー4世を前にしてシヴァ本来の人格が表出、鬼眼王を抑え込んでいる間に聖魔石に封印された。シヴァの人格はその後も時折パイや八雲を救うために苦痛をおして登場している。
復活後は全ての人間を1つの光に帰すことを目指し「破滅の法」を使って人間の意思の「光」を集めていた。
最終決戦では光と化した八雲に敗れるが、カーリーと融合し人間を見守る立場になる。
シヴァ（Śiva）はヒンドゥー教における破壊神で第3の目を持つ。
ベナレス（キンカラ、龍皇）
声 - 大塚明夫、一条和矢（3×3EYES 〜三只眼變成〜）
鬼眼王の无。不死身でなおかつ強大な実力を持ち、鬼眼王復活のために闇の者を支配していた。屈強な肉体の大男の容姿、縦長の瞳の顔相を持つ。
獣魔術の開発者でもあり、百の獣魔を操る最強の无。闇の者の頂点に立つだけあって、その実力は非常に高く、並の魔物では扱いきれない程の精を使いこなす。プライドが高く、他の者に守られる事を嫌う。戦いが生き甲斐であり、強敵と戦う事に楽しみを感じている。
失態を犯した部下は容赦なく処刑するが、逆に自分に対して公然と反旗を翻した化蛇やコネリーなどは命を奪わず放って置くなど寛大とも取れる一面がある。のちに本人が語った所によると「心根（しんごん）」を重視しており、事の正否以上に自身の納得のいく結果かどうかが重要とのこと。鬼眼王に対する忠誠心は非常に高い。
第一部、第二部では「三只眼」の霊力には勝てなかったが、第三部の終わりでは新たに開発した獣魔の力で「三只眼」の力を防ぎ、名実共に八雲達にとって最強最大の敵となる。
その正体は数千年前に聖地を破滅の危機に追い込んだ巨大な龍神であり、三只眼を食らい続けて人の姿になった。支配者である三只眼を食らう救世主として、聖地の弱妖たちに崇められるが、その強大過ぎる力を恐れた直弟子のベム=マドゥライによって封印される。その2000年後にシヴァによって封印を解かれ无となる。
300年に渡って封印され続けた鬼眼王の衰弱が激しく、その影響で自身も体の崩壊が始まっていたが、大量に集めた大地の精でそれを補っていた。月面の戦いでは既に消耗激しく、強力な獣魔を従えているにもかかわらず、実力的には足許にも及ばない八雲に苦戦する。しかし八雲の魔現封神により龍神の本性を発現し破壊の限りを尽くす。
自身の衰えが目立つため、ガルガや八雲、パイや化蛇を様々な秘術で支配し操る。
鬼眼王の完全復活後は強大な力を取り戻し、最終決戦では半ば龍神化した龍人のような姿で八雲と対峙した。「光」と化した八雲によって倒されるが、鬼眼王が生き延びた事により彼もまた生き延びる。
その後は陰ながらカーリーを守護していたが、八雲とゲゲネイスとの戦いの最中にカーリーが危機に陥ったことで再び八雲と対峙。八雲の成長を見届けたあと、ゲゲネイスを新たな九頭龍将にし、八雲を九頭龍将の長に迎えたいと言い、自身の元で修行をするよう提案した。
作中の説明によれば、キンカラ（Kiṅkara）は矜羯羅童子（こんがらどうじ）のサンスクリット名。

### 『3×3 EYES』第一部の登場人物

#### 八雲の知人
ママ（真行寺 君江）
声 - 岸野幸正
オカマで、ゲイバー「カルチャーショック」の店長で八雲の隣人。八雲は幼い頃から世話になっており、彼女（？）の経営するゲイバーでバイトもしている。八雲たちは日本に戻った時にはママの家に居候しているようである。裏社会に顔が利き、また悩める八雲たちに助言を与えるなど終盤は八雲たちの精神的支柱として活躍している。夏子を連れ戻したパイとテレビで八雲の戦いを見ている最中に破滅の法で変異してしまう。
浅井 夏子声 - 水谷優子
仲間内で唯一の女の子。八雲の幼馴染みで、子供の頃から密かに八雲を想っていた。无となった八雲を東京から追い払うために黄が送り込んだ妖魔に体を乗っ取られる。数年後、綾小路の高校の教育実習生となり、事件に巻き込まれる。鬼眼王の復活後、八雲を東京に足止めするために利用される。精神世界で幼い頃から抱いていた八雲への思いを告白した。八雲とパイに救出され、君江のマンションで保護されていたが、破滅の法で変異してしまう。八雲と友人関係にあるせいで危険な目に遭うのだが、それでも八雲を想っている。第一部（1巻6話-）、第四部（12巻序ノ一-、30巻282話-）に登場。
タッちゃん（達川達也）
声 - 佐藤浩之
八雲と同じ位の身長で、釣り眉毛。第一部（1巻6話-）、第四部（30巻282話-）に登場。12年後の同窓会（幻獣の森の遭難者・第3巻「星に願いを」）によると、バツ2で3人の子持ち。会が引けた後には夏子と良い雰囲気になっていた。
秀さん（秀一）
声 - 緑川光
長身で四角い眼鏡をかけている。第一部（1巻6話-）に登場。12年後の同窓会（幻獣の森の遭難者・第3巻「星に願いを」）によると、宅配ドライバーをしており2児の父。
サル（猿渡国男）
声 - 菊池正美
八雲より小柄で丸眼鏡をかけている。第一部（1巻6話-）に登場。12年後の同窓会（幻獣の森の遭難者・第3巻「星に願いを」）によると、IT企業に勤めており係長。

#### 妖撃社関係者
陳 亜栗（チン ヤアリイ、再登場前のルビの時は「ヤアリイ」であり、それまでは「アグリ」であった。）
妖撃社の編集長。第一部で人化の法を知る人物だったが迅鬼の妖術で石化されて行方不明になる。第三部で迅鬼が死亡したことによって術が解け、第四部（14巻41話）から再登場し、八雲たちに協力する。八雲やハーンの父とも旧知の仲であり、妖怪のことに詳しい。臆病で打算的、食べ物に執着するが憎めない人柄。
李 鈴鈴（リー リンリン）
声 - 折笠愛
初代妖撃社の唯一の社員で副編集長の女性。初登場時は妖怪関連の出版社に勤めていながら妖怪の存在を信じていなかったが、ニンゲンの像を巡る事件に出会った事により認識を改める。女性ながら拳法の達人で、銃器類の扱いも上手いなど謎の多い女性。また非常に金にがめつく、亜栗失踪後の妖撃社では編集長兼社長となり、八雲を使って妖怪退治もやっていた（たまにはまともな依頼もあったらしいが、八雲いわく「来る依頼はほとんどまがい物」らしい）。
鬼眼王覚醒後は各国の術士をまとめ、破滅の法を食い止めたり、日本政府と取引して自衛隊の協力を得たりと八雲達を支援する。終盤では身を挺して破滅の術から人々を守ろうとし、无の力を失い重傷を負った八雲の看病もしていたが、遂に力尽き変異してしまう。
外伝では龍と結婚し、出産したが離婚して親権を取られたうえ、リーマンショックやギリシャ債務危機などで損失を被った。
八雲に中国拳法の基本を教えたほか、本編では語られていないが、八雲の使用する手甲や爆裂缶などの武器の知識を与えたのも彼女であるとされる。作中では人間型の妖怪は耳が尖っていることがあり、この人物の耳も同様に尖っている。本編では描写されていないが、設定では彼女の祖先に妖魔を血を引く者がいたとされ、いわゆる「先祖がえり」によるものと語られている。

スティーブ 龍（スティーブ・ロン）
声 - 銀河万丈
第一部（2巻11話）から登場。
香港では名の売れた霊能者。偶然ニンゲンの像を手に入れてしまい、三只眼を巡る事件に巻き込まれた。元から妖撃社との取引はあったようだが、ニンゲンの像の一件以後、本格的に妖撃社の一員となる。
妖怪や呪力に詳しく、また知略に長けた妖撃社のブレーン的存在、破滅の術が施行されてからはアジアの術師や道士達に呼びかけ、術の拡大を防ぐために尽力した。
また初登場時は細顔の優男だったが、終盤になるにつれだんだん体格が良くなり、登場人物中、もっとも容姿が変化している。酒好きで銭ゲバ。変異してからも人質扱いされた数少ない人物。
龍 美星（ロン・メイシン）
声 - 田中真弓
スティーブ龍の妹。初登場時は13-14歳。自分のことを「俺」と呼ぶ勝気で男勝りな少女。拳法の心得がある。行方不明の兄を探して、妖撃社に張り込んでいた時に八雲たちと出会う。八雲に命を助けられてから密かに想いを寄せていたが、八雲とパイの絆の強さを知り身を引く。その後はロンドンに留学していたが、ある時マドゥライを探すために同じくロンドンを訪れていた八雲たちと偶然再会する。道士としての修行も積んでいるようで、破滅の術が施行された後も生き延び、兄と共に東京で奮戦した。

#### 妖魔
橐𩇯（タクヒ、2文字目のヒは上部が非、下部が巴）
聖地に生息する人面1本足の怪鳥の種族名。その1匹がパイの唯一の友人だったが死亡、後に2代目が登場する。普段はパイの持つ杖の中に封印されている。八雲は初代タクヒに襲われて死ぬところを「三只眼」の不老不死の術で无となった。モデルは山海経に記載の中国に伝わる怪鳥の蠹𩇯（タクヒ）。
サンハーラから12年が経過した世界ではさらに「ジュニア」と呼ぶ個体も登場している。
黄 舜麗（ホアン・シウンリー）＝迅鬼（シュンカイ）
声 - 藤田淑子
第一部から登場。香港の大富豪で表向きは人間だが、正体は人間から疫神（イシェン）と呼ばれ恐れられた妖怪の一族・瘧鬼（ヤオカイ）族の末裔。生物を石化する術を使う。ニンゲンの像を巡って妖撃社に妖怪退治を依頼（1巻3話）したことからパイたちに近付き、三只眼の不老不死の術を狙いつつ、正体を隠したまま行動を共にする。妖撃社のオーナーとなり、財力と組織力で支援を行なったが、その目的はパイを第二の鬼眼王に仕立て上げ、自らは第二のベナレスとなって闇の世界に君臨することだった。「黄舜麗」という人間は実在していたがすでに死亡している。
中盤でその正体を明かし、八雲に代わって无となる計画を実行する。しかし自らの野心と正体を知った上で自分を「大事な家族」と呼んだ八雲の言葉に心を動かされ、ベナレスの手から八雲の命を救い絶命する（第三部11巻77話）。
妖怪だが年は若いらしく、実年齢300歳のパイに「おばさん」呼ばわりされた事で激怒し、ベンツのボンネットを押し潰して破壊したりしていた。
疽（チュイ）
声 - 塩屋浩三
トレンチコートに身を包んだ異形の怪物。名前は第三部にて明らかになった。不死身の力を手に入れるために「三只眼」をつけ狙い、八雲とその友人を襲った。吸血鬼の一種で、噛みついた者と同化し、意のままに操ることが出来る。一度目は八雲に、二度目は「三只眼」によって倒されるも、第三部終盤にて再登場を果たした。
黄（迅鬼）とは旧知の仲で、第三部では彼女の協力者として登場し、八雲に紹介される場面では人間の変装をして、道士と名乗る姿も見られた。黄の計画が失敗に終わると、摘出された八雲の魂を奪って逃走しようとするも、ベナレスと鉢合わせてしまい、その場で始末された。

### 『3×3 EYES』第二部の登場人物

#### 主要人物
綾小路 ぱい
声 - 林原めぐみ
第二部のヒロイン。高校1年生。4年前に両親を香港旅行中のバス事故で失い、祖父母に育てられたということになっているが、実は香港を旅行していた老夫婦が記憶を失ったパイを保護していた。級友からは「ぱー坊」と呼ばれるごく普通の女の子。祖父母に発見された時に八雲と並んだ写真を持っていた。人形騒動の際、日本に帰国していた八雲に助けられた。八雲から三只眼であることをほのめかされ、シヴァの爪を渡される。記憶を封じられた「三只眼」の暴走に振り回された後、学校を休学し、中国に渡る八雲に強引に同行する。三只眼や聖地を巡る争いに巻き込まれるが、パイとしての記憶は取り戻せなかった。
その正体はベナレス配下の水妖「化蛇」で、ベナレスの術により穿靈菱（チョアンチンリン）に変化してパイの額に打ち込まれ、パイの記憶や人格を封じていた。しかし「三只眼」やパイの強い影響によりその事実を忘れ、自分がパールバティーだと信じ切っていた。八雲に深い想いを寄せ、ベナレスに反旗を翻す。自ら化蛇に戻った後、「三只眼」により記憶を封印されて祖父母の元に戻され、普通の高校生「綾小路葉子」として級友たちと平穏に暮らすようになる。
ドミノ（ドンちゃん）
声 - 富沢美智恵
綾小路の高校の同級生。学校では三つ編み、校外ではストレートにしている女の子。第二部（3巻1話-）、第四部（12巻序ノ一-、20巻122話-）に登場。
ケンケン
声 - 萩森侚子
眼鏡をかけて太目の体形をしている女の子。第二部（3巻1話-）、第四部（20巻122話-）に登場。
ナパルバ
声 - 林延年
チベット密教パドマー寺院の僧。格闘の達人。呪鬼の策略により僧院長（ティンヅィン）と僧院長代理（ギェルツァプ）ラムバが死亡し、後に僧院長代理となる（14巻37話）。崑崙である聖堂を守る立場から、崑崙を探す八雲達を捕らえたが、和解し協力するようになる。僧兵としての実力はなかなかのもの。また、ヴィシュヌの化身「カルキ」の聖櫃を守護する立場にもある。第二部（4巻24話）から登場。主要キャラが次々と離脱した終盤において「カルキ」を投入してベナレスを苦戦させるなどの活躍を見せる。
病弱な母の治療法を探す内にパドマー寺院に入信した過去があり、恋人の病気を回復させるために聖地の調査をしていたマクドナルドに共感を抱くようになる。
ジェイク・マクドナルド
声 - 大塚芳忠、若本規夫（テレホンゲーム）
カナダ人のトレジャー・ハンター。ロサンゼルスにいる恋人が生まれ付き心臓が悪く、その病を治すために不老不死の術と聖地を探す。「崑崙の鍵」である壷を巡り、八雲たち、呪鬼たちと三つ巴の関係にあったが、ぱいが三只眼であると知り八雲たちの仲間になる。恋人の病は、捕らわれた際に入手した呪鬼の書いた治癒効果のある呪符により改善したようである。第二部（4巻16話-）に登場。
本編中ではパイ本人とは面識はないが、後日談ではカナダの実家に招待して一夏を過ごす程の親交関係を築いている。

#### 妖魔
木霊（こだま）
声 - 川村万梨阿
名前は第三部にて判明。人形工芸家・九十九繰一の作った女性型の人形に精霊が宿り、意思を持って動き出したもの。父親である繰一に不死の命を与えるべく、三只眼であるぱいを狙うが、実際には繰一は半年前に死亡しており、既にミイラ化していたが、自身が人形であるがゆえに人の死を理解することができずにいた。最終的に力を覚醒させたぱいによって倒されるが、最期まで彼女が父親の死に気付くことはなかった。
後に第三部にて再登場。父親が死に、自身の肉体が失われたのはぱい＝三只眼のせいだと逆恨みしており、日本に滞在していたハーンを手駒として利用し彼女への復讐を計画する。
飞腭（フェイオー）
声 - 増谷康紀
第二部（3巻8話）で記憶喪失の「三只眼」が召喚したオタマジャクシ型の空飛ぶ妖怪。以後、パイ達の移動等の手段としてよく召喚される。また「三只眼」の幼児期の回想にも登場する。名前はコマ外の注によると「空飛ぶあご」の意。
呪鬼（チョウカイ）
声 - 屋良有作
第二部で登場、外見は黒眼鏡をかけた中年男性だが、その正体はベナレスの部下で、聖地へと続く「崑崙」への鍵を破壊する聖地守護警。呪符を用いた様々な術で八雲達を苦しめた。狼暴暴（ランパオパオ）は最初は彼の部下であった。他にも死人の脳から記憶を読み取る「脳食鬼（ナオシカイ）」、口から溶解液を吐く「消解鬼（シィアオチイエカイ）」、空を飛ぶ「牙龍（ヤアロン）」等、多数の部下を統率する。
「崑崙」を巡る戦いで、最後は自らの体内を異空間と化した縛妖陣を仕掛けるが、「三只眼」によって溶岩に叩き落とされ死亡する。
紅娘（ホンニャン）
声 - 永島由子
普段は幼女の姿をした妖怪。戦闘時には変化（へんげ）し、2対の腕を持ち怪力を誇る妖獣「狼暴暴（ランパオパオ）」となる。呪鬼の部下だったが、パイに懐いて忠実な僕となる。八雲とは度々衝突した経緯があり、パイの僕となった後も彼のことをライバル視しており終始反りが合わなかったが、パイを守るためならば共闘することもあった。第二部（4巻16話）から登場。
化蛇（ホウアシヲ）
ベナレスに仕える妖怪。詳細は綾小路ぱいと綾小路葉子を参照。

### 『3×3 EYES』第三部の登場人物

#### 主要人物
桂木 咲子
八雲が調理師を目指して通っていた丸ノ内専門学校の同級生。他の同級生と共に八雲とレストランを出店する計画を立てる。太歳（タイソエイ）が取り付いた剣に操られ八雲を襲う。
四谷 啓一郎
読日新聞の記者。元は社会部で事件記者をしていたがスクープが取れず、日曜版に回された。飲み屋で「三只眼」と意気投合したことが縁で関わり始める。第3部（6巻10話-）、第四部（14巻30話、19巻118話-）に登場。
ハズラット・ハーン
声 - 西村智博、関智一（パチンコ版）
第三部（8巻34話）から登場。パキスタンで様々な秘術や秘薬を売買していた秘術商人。
本人曰く「女の子の前に出るとからきしだめ」な性格のため、「世界一気立てが良い日本人の女の子」（と、本人は信じている）と仲良くなるべく、日本語を習得した。また、母親が日本人だったらしい。
「知り合いの女性を紹介する」との条件で八雲に獣魔「土爪」と「鏡蟲」の卵を売った事がきっかけで縁を持つ様になる。しかし紹介されたのが「真行寺君江」（ゲイバーのママ）だったため八雲に恨みを持ち、パイへの復讐を企てた木霊に利用される。その際パイに惚れて「俺があんたを人間にしてやる」と豪語し仲間になる（ただし木霊の一件により「三只眼」には痛めつけられた）。しかし途中で綾小路のことが気になり出し、好意を持ち始める。
様々な術と知識で八雲達を支援する。怪しい秘薬をいつも持ち歩いている為、入国の際はいつも税関で引っかかっている。
第四章で、鬼眼王復活の戦いの中で八雲達を逃がすために死亡する。崩壊しかけた体を保管していた鬼眼王はこれをエサにして化蛇（綾小路）を寝返らせた。サンハーラの中でリバース・ハーンと融合し、復活する。
後に綾小路と結婚し長女セツをもうける。妖撃社筆頭術士として登録されていて、儲け話に食いつく鈴鈴にこき使われることも多い。前線に立つほどの戦闘力がないことは自覚しているが、術士として八雲をサポートする。
メラ・フジャン
東マレーシアの川に棲み、雨の日に人を襲う赤毛の妖怪。
プティ・ブラッセイ
第三部（8巻37話-）に登場。「メラ・フジャンは怒っている」と工事現場の日本人達に幾度も訴えに来ていた。人間の少女に見えるが、姉はマレーシアの妖怪メラ・フジャン。最後に髪が白い妖怪の姿で現れる。

#### 憑魔一族
アルマリック・グプター
憑魔一族の女戦士。一族を絶滅の危機から救うため、不老不死の術を手に入れようとパイ誘拐の陣頭指揮を執るが、恋人であった王子ガルガの本性を知ってからは八雲達に協力する様になる。ガルガの乱後に老王より一族の王位を託される。パールバティーの陣営に加わり、憑魔一族を率いて聖魔石や鬼眼五将の塚の捜索を行う。その身にはガルガの子を身籠もっており、物語中盤で「三只眼」の合身抑止の法により無事、娘を出産した。娘の出産後も娘の未来を守るため戦いに加わる。
第三部（7巻13話）から登場。
ガルガ・ガールハパティヤム
憑魔一族の王子で老王ダンダの息子。一族の者からは「若」と呼ばれ三只眼奪取作戦の総指揮を執る。しかしその目的は一族を滅亡から救うためではなく、自らが不死身となり世界を支配するためだった。竜と合身しており、強力な火神幻力（アグニ・マーヤー）を使う。
封印された鬼眼王を手中に収め、ベナレスの身体に封印を施し自らの手下としていた。グプターとは体の関係があったが、彼自身は『遊び』と思っていた。
最後には魔神像と合身して不老不死の力を手に入れようとするが、覚醒した「三只眼」に一撃で倒される。
その後はベナレスによって新たな命と身体を与えられ、肉体が衰弱したベナレスの『分身』として八雲達の前に立ちはだかるが、マドゥライの奮戦と「無限の力」を発揮した八雲によって大地に封じられる。
スカニヤー
300年前に前鬼眼王に仕えていた女戦士。詳細は後述する。

#### 300年前の世界
前鬼眼王
先代の鬼眼王。300年前まで数千年以上、三只眼の王として聖地に君臨した。シヴァの父親でもある。4本の腕を持つ非常に小柄な三只眼だが、強大な霊力を持ち、聖地を恐怖と暴力で支配した。
約3000年前、反旗を翻した妻ウシャスを縛妖陣で亜空間に追放した。
300年前、人化の法の事故により息子シヴァに全ての力を奪い取られ人間となる。不本意ながらシヴァを新たなる鬼眼王と認め、シヴァを殺そうとしたスカニヤーを阻止し絶命する。
スカニヤーの命を救っている事から、元の人格はさほど凶悪ではなかった模様。なお、彼の名も息子と同じ『シヴァ』であったらしい。
ガネーシャ
前鬼眼王の无。象頭人身の妖怪で顔は梵字が書かれた布で隠している。言葉遣いは丁寧だが残忍な性格で弱者を弄ぶのを好む。各種獣魔術を駆使する。鬼眼王の无であるだけに、人化の法の本性も知っていた。
シヴァの事を嫌っていたが、前鬼眼王が人間になったことで无の力を失った際、新たに鬼眼王になったシヴァに殺される。
スカニヤー
前鬼眼王の側近の女憑魔。弱妖達と一緒にいたパールバティー三世を捕らえる役目を担った。鬼眼王となったシヴァを認めず、シヴァと憑魔合身して力を奪おうとするが、前鬼眼王により憑魔の力を消失させられ制止された。それを目撃した八雲の話から、「三只眼」が「合身抑止の術」を完成する。
パールバティー三世
パールバティー四世（パイ）の母親。残忍な三只眼達の中で唯一優しく清い心を持ち、聖地の弱妖達に慕われていたが、人化の法によって人間となる。人格を分裂させ続けることで常に若々しさを保ち続ける「人格分裂型三只眼」で、その能力は娘である「三只眼」に受け継がれた。「シヴァの爪」は、彼女の人格を封じるためにシヴァが作ったもの。
エル=マドゥライ
パールバティー三世の无。人間に近い姿を持つ女妖怪。気丈で戦闘的な性格。
獣魔術を駆使し、主のパールバディー三世を守るためにガネーシャと度々衝突し、人化の法を阻止するため、仲間と共に儀式の場に乱入する。パールバティー三世の人化に伴い本来の妖怪に戻ったようである。その後の消息は不明。
実はベム=マドゥライの初めての子供で、彼が唯一戦う力を残した娘でもある。幼少時は父親の師であるベナレスを慕っていたらしい。ベナレスが大地に封印されてから聖地へ赴き、无となったようである。
彼女の記憶をシヴァが読み取り、ベナレスを復活させる一因となった。

### 『3×3 EYES』第四部の登場人物

#### 主要人物
綾小路 葉子（あやのこうじ ようこ）（化蛇（ホウアシヲ））
声 - 林原めぐみ、佐藤利奈（パチンコ版）
先述した化蛇（綾小路ぱい）が転生した姿。栗色のセミロングと小さい目が特徴で、顔立ちはパイとは異なる。
彼女を実の娘のように思う「三只眼」の好意で守られていたが、第四部で再び戦いに巻き込まれ、綾小路ぱいの頃の記憶と化蛇の能力を取り戻し八雲達の仲間となる。合流後は八雲への好意を隠せず、しばしばパイの誤解を招く行動を取ってしまう。戦いを通じてハーンから想いを寄せられるようになり、八雲にとってのパイの存在、ハーンの真摯な想いなどから彼に心惹かれ始める。ハーンの死後、東京やアマラで戦う八雲達とは別行動を取り、龍皇城で調査に当たっていたが、サンハーラの核を取り出すために龍皇城を訪れた鬼眼王、ベナレスと遭遇。鬼眼王にハーンの残された魂を人質にされ、精神支配を受け再びベナレスの配下となる。この時与えられた両腕の霊石で獣魔を従えるベナレスの能力を得て、龍皇城で八雲を騙し討ちする。カーリーと激闘を繰り広げるが右腕の霊石を破壊されたことで自我を取り戻し、八雲にハーンの居場所を教える。その後もハーンの為にベナレスの片腕として残された闇の者達を従えていたが、リバースハーンの告白に動揺し化蛇に反感を抱いていたハムに左腕の霊石を破壊されたことで、鬼眼王との契約は消滅し、戦いから一時離脱する。サンハーラの核での戦いにはリバースハーンらと共に参戦。この際、今でも八雲が好きだと断ち切れない想いを語っていたが、後日談の外伝では、サンハーラで復活したハーンと結ばれ、長女セツをもうけて幸せな家庭を築いた。娘の教育方針ではぶつかることも多いが、なんだかんだとハーンにベタ惚れでセツからも「乙女星人」と呼ばれた。
本来は黒い蛇の姿。葉子になってからは普段は人型だが、戦闘時は半人半蛇形態となる。単に水を操るだけでなく、体液をコントロールして傷の治りを早めることも出来る。能力を使うのに半人半蛇形態となる必要はない。龍皇城で八雲達と戦った際には巨大化し、尾と腕が蛇となり完全な怪物となって八雲やカーリーと死闘を繰り広げた。
姿形はバリエーションに富み、劇中では最も多くの変化を見せた（ぱい、穿靈菱、黒蛇、葉子、化蛇、霊石装備、巨大化蛇）。綾小路ぱいの時は劇中で何度か髪型が変わっている（所々でショートカットになっており、肩までかかっていない）。呼び名は八雲陣営においては「綾小路」で、鬼眼王陣営においては「化蛇」。蔑称として「化け蛇」とも呼ばれた。
ベム＝マドゥライ（コネリー）
4000年前にベナレスを封印した魔道士。元はベナレスの弟子でもありベナレスからも信頼されていたが、疑心暗鬼に囚われベナレスを「魔現封神」で大地に封じ、現代まで生き続けた。ベナレス封印を巡り娘のエルと対立して袂を分かった。
現代では魔道士としての記憶が封印され、人間としてロンドンの暗黒街でマフィアの顔役として生きていたが、スパズグとの戦いで封印された記憶が戻り、八雲達に協力するようになる。
齢5000年の老妖ながらも高い実力と深い知識を持ち、相手の力を逆用したり敵の油断をつく戦法を得意とする。殊に獣魔術戦では八雲の知らない様々な運用方法や技術を持っており、その実力はベナレスに次ぐ。ガルガによって命を奪われるが、死亡する間際に八雲に自分の全ての術を継承させた。人間としてはショーン・コネリーと名乗っており、八雲を呆れさせる。第四部（13巻21話）から登場。
モルガン
コネリーの娘。ロンドンで美星が通う大学の先輩。強気でわがままな性格だが、マドゥライの末裔を捜す一件で八雲と関わり、以後協力するようになる。紆余曲折を経てペキンパーと恋仲になった。本編では語られていないが、父の死後は彼の経営していた賭博場を継いだとされる。
ペキンパー
ウェールズで八雲がマドゥライを探すために雇った中年の情報屋。初めて八雲がしゃべりかけられたときの彼の印象は李鈴鈴に似ていて、八雲曰くイギリス版の鈴鈴らしい。ペキンパーは八雲のことをミスター藤井と呼び、パイはペキンパーをビビンバさんと呼ぶ。コネリー一家とのごたごたの時、コネリー一家の裏をかいて八雲を助けにきたが結果的にスパズグの裏をかき、状況を好転させた。その時の彼の行動にモルガンが男性としても惚れ込み、二人は恋仲となった。弟をすでに亡くしており、また妻はいないらしい。
サルラーマ・グルミット
パルジャニア国王クシャスタリ配下の女幻術師。獣魔の卵を保管する一族の出身。幼少の頃、獣魔の卵を守るため身体に獣魔を植え付けられるが、獣魔に精気を奪われることを恐れて、獣魔術を使わずに済ませるため幻術を学ぶ。その力を見込まれてクシャスタリに仕えるが、八雲が起こした大地震の際見捨てられ、救命のため獣魔術を使わざるを得なくなり、身体を侵食される。その後もクシャスタリに仕え、失った精を回収する機会を窺っていた。暴走したカルキと合身し、休眠させる。一族の獣魔を託された八雲は一族独自の獣魔の哭蛹（クーヨン）を入手する。最終決戦でナパルバらの手で覚醒させられ、戦線に加わる。第四部（14巻32話-）に登場。
ココ
鬼眼水将塚の塚守で半人半妖。100年前に鬼眼水将の力を得たが副作用で醜い姿に変わり果て、我を失って愛妻サラを殺したことで、自己嫌悪により自暴自棄になっていた。最初はパイが三只眼とは知らず、パイが水将塚での試練に失敗した際に巻き添えで重傷を負ったマドゥライを人質として、パイに結婚を迫る。パイが八雲を想い続けていると知って怒り暴走するが、パイと八雲の奮闘で本来の心を取り戻す。その恩義と思慕からパイの忠実な供となる。第四部（15巻49話）から登場。
神山 依子
声 - 浅倉杏美（パチンコ版）
闇の者の父親と人間の母の間に生まれた少女で、やや内気な女子高生。父親はすでに他界して、母親と2人で暮らしていた。個性に乏しく主体性がないことから、仲間達からも馬鹿にされていた。
普通の人間として生活していたが、秘めた自己顕示欲が徒となり、女子高校生召還事件で思念を具現化する妖力が発現して事件を起こしてしまう。この時、綾小路に助けられたことから彼女を「お姐様」と慕い、戦いに参加する。
自分の思念はおろか他人の思念や人格を具現化する事も可能で、様々な状況に対応が可能な為、八雲のアマラ行きではパイを小型化して同行させ、八雲の分身を作り出し、強敵タリスマンを翻弄させるなど、その能力は強力で八雲達の窮地を何度も救っている。
内気な性格で他人と話すのも苦手だったが、徐々に性格が改善され物語後半では恋に憧れる一面も見せている。また家事や料理が得意な他、芸術品の価値が分かるなどの才能がある。第四部（20巻122話）から登場。後日談においては相変わらず綾小路を「お姐様」と慕いつつハーン家に居候。職業は区役所職員とのことで、事件が起きた際にはいきなり休暇も取ることも出来ず、置いてけぼりになることが多い。
笹塚
厚生省に勤める公務員。細胞変質病の原因究明チームのまとめ役。第四部（30巻282話-）に登場。
西（シー）
シンガポールで妖怪退治をしている道士。八雲とは面識がなかったようだが、八雲は彼のことを知っていたようである。破滅の術が施行された後、スティーブの呼びかけに応えて東京を訪れる。口は悪いが技術は確かで、呪符や刺青を用いた術の使い手。龍や風道士と同じ車輌に居合わせたものの、骸になる寸前で八雲に救出されたため、鬼眼王が完全復活するまで生き延びる。恋に憧れる依子に呆れる場面が見られたが、彼女を気遣う言葉もかけており、最終話の後日談のシーンでは依子と海でデートをしている場面が描かれた。
風（フォン）
台湾の道士で、スティーブの呼びかけで集まった道士の一人。金にがめついところはあるが腕は確かで、呪符を用いた結界を得意とする。地下鉄でカーリーを逃がすための結界を敷くも、現れた妖魔の術により、スティーブ共々骸と化してしまう。

#### 九頭龍将
ベナレス配下の9人の魔将。ベナレスの手足となって働く直属の部下。
スパズグ
九頭龍将の一人の『五精使い』。九頭龍将の中で最も早く登場した。八雲達を危険視して、電気信号化した妖魔を差し向けたり、綾小路を使って封印しようとした。八雲によって右腕を切り落とされ、以後、八雲達を付け狙う。ロンドンでは鈴鈴に化けてコネリーを襲撃するが、結果的にはマドゥライとして覚醒させてしまう。月面では綾小路を人質に取り、ハーンを利用して八雲に「呪文破壊文」を飲ませる事に成功するが、約束を反故にし、綾小路を殺そうとしてハーンによって倒される。
アヴァンク
スパズグの部下。霧に変化出来る水妖。ロンドンでモルガンなど女子大生たちを襲った。
アガシ
九頭龍将の一人の『影使い』。6本の腕を持ち顔には無精髭がある、画家や芸術家を思わせる風貌だが、オカマ言葉を使う。操演術に長け、ベナレスやエル・マドゥライの「影人形」を作り、八雲を苦しめた。八雲の女性関係まで把握している。また欠損した肉体の代わりを作って補うことも得意。
月面で龍皇城の結界が崩壊した事により、宇宙空間に放り出され絶命する。
タリスマン
九頭龍将の一人。外見は人間と同じ姿だが、体内に無数の魔物を飼っており、胸部や背中を強力な光術を使う魔獣の頭に変化させたり、手を鋭い鉤爪に変えて戦う。また下半身を蛇形に変えたりもできる。
月面戦で生き残り、以後八雲達をつけ狙うが、依子の思念体に翻弄されるなどの失態が目立つ。鬼眼王復活の戦いの中で八雲に倒され死亡する。
D・D
九頭龍将の一人。普段は仮面をつけた人間の姿をしているが、肉体を液状化して様々な形に変化して戦う。
月面戦で生き残り、以後八雲達をつけ狙うが、タリスマンと同じく鬼眼王復活の戦いの中死亡する。
舞鬼（ウーカイ）
九頭龍将の一人。九頭龍将の中の紅一点で少女の姿をした妖怪。杖を使い毒龍などを召喚して戦う。
月面戦で生き残り、タリスマン達と共に八雲を狙う。タリスマンとD・Dが死んだ事により、単身八雲に戦いを挑むが、その結果、鬼眼王復活の場に八雲の侵入を許してしまい、ベナレスに見限られる。
ベナレスの元から離れた後も八雲を仲間の仇と狙うが、ある時をきっかけに八雲に好意を抱き、その後は八雲に協力するようになる。ベナレスの不興を買って行き場をなくしていたイローラとケローラを拾い部下にしていたが、2人が化蛇の懐柔でベナレス側に再度寝返った際にも一人反抗して化蛇に挑むが重傷を負う。綾小路の手で月に移送されて治療を受けていたが、リバースハーンらと共にサンハーラの核での決戦に挑む。後日談においては妖撃社の面々とともに仲良く生活しているようである。
アンプラル
九頭龍将の一人。顔面に呪符をつけている。炎を操る術を使い、八雲を封じ込めようとするがベナレスの怒りを買い、左腕をちぎられる。その後、ココとの戦いで水将水を浴びて絶命する。
パイク
九頭龍将の一人。褐色の肌とモヒカン頭が特徴。月面で龍神の本性を現したベナレスを止めようとするが、暴走したベナレスによって殺される。

#### 鬼眼王の陣営
ムゲロ（一角岩のムゲロ）
岩鬼（イエンカイ）族。岩城島の主。ベナレスに人化の法の祭壇を作ることを命じられ、闇の世界で地位を上げる好機と意気込む。術に詳しく格言好きな性格だが戦闘力に乏しく、綾小路いわく「ベナレス様の部下の中でも一、二を争うほどの弱者」。人化の法を阻止するべく侵入してきた八雲と鉢合わせた際、命乞いをしたせいでD・Dに殺されそうになるが、不憫に思った八雲に助けられる。その後は八雲たちの仲間となり、新たな岩城を建設するなどして協力する。
イローラ
鬼眼王守護獣鬼。妖艶な性格で知略や策謀に長けるほか、竜巻を起こす能力を持つ。カーリーの奪取に失敗し、更にはアマラを誘導してしまったことでベナレスに殺されそうになるも、敵であるはずのアマラに命を救われたことで彼に興味を持ち始める。舞鬼に拾われて部下となっていたが、懐柔のため現れた化蛇にあっさり寝返る。岩城島でもぬけの殻となっていた八雲とパイの身柄を拘束していたが、化蛇が再度寝返ってからは捕虜となっていた。最終決戦では八雲側につき、全てが終わった後はアマラにちょっかいを出している様子。
ケラーラ
イローラと行動をよく共にしている妖怪。両肩にある顔の口から吐く黒い煙で相手を眠らせる能力を持つ。臆病で泣き虫、少し間の抜けたところがあるため失敗することも多い。八雲の足止めに失敗してベナレスに見限られてからは舞鬼に拾われて部下となっていた。後に化蛇にあっさり寝返った。イローラ同様、最終決戦では八雲側につく。顔立ちは童顔だが、物語が進むにつれて唇が強調されて描かれるようになった。
ハム
鬼眼王の側近護衛。若い女性の姿をしており物腰も丁寧だが、残忍で冷酷な面も持ち合わせている。自身を無色透明にし完全に気配を絶つ能力を持つ。一度は八雲の策の前に敗れて石化させられるも、後に鬼眼王側に寝返った化蛇の手で再び戦線に復帰する。しかし化蛇を嫌悪しており、彼女に攻撃してその腕の霊石を破壊し、化蛇の八雲側への再度の寝返りを許してしまった。リバースハーンに敗れ戦死。
ヤベル
鬼眼王の側近護衛。一つ目の怪物で、自身の頭部にある刃を自由自在に飛ばして攻撃する。リバース・ハーンの呪符を貼り付けられて一度は封印させられるが、ハムの復活と同時期に化蛇の手で解放された。カーリーとパイの奪取のため化蛇と共に襲撃するが八雲に倒される。
犬狼（チュエンラン）
鬼眼王の側近護衛。犬の頭を持つ怪物で、動きが素早く、肉弾戦に長けている。かなりの強さを誇り、鬼眼王を襲撃したアマラを撃退し、カーリー奪取のためにパイ、ベナレスと共に襲撃する。獣魔術を使えない八雲を追い詰めるが、突如発動した光牙で倒された。

#### 球城アマラ
前鬼眼王によって亜空間に追放された三只眼ウシャスとその无アマラ、及びラートリーを中心とする集団。
市民は女性のみで構成され、工房で生産される。生まれによって、ランクB（一般）、ランクC（戦闘用）およびランクD（失敗作）に区別される。

##### 統治者
ウシャスとラートリーが統治していたが、2人が不在の時期は評議会が統治した。
ウシャス
前鬼眼王の妻の一人にしてシヴァの母親。齢5000歳の三只眼でパールバティーに匹敵する霊力の持ち主。
夫である前鬼眼王の不興を買い、无であるアマラ共々亜空間に追放される。その後、球城に変化したアマラの内部で生活し、亜空間を漂う死体の細胞から『神民』を作り出し、球城アマラの女神となる。
元来は心優しく慈愛に溢れた性格だが、誤解により自分が愛する神民達に「恐怖の女神」として忌み嫌われ殺されそうになったことから、そのショックで自我を封印し1000年もの間閉じこもる。しかしラートリーの必死の呼びかけにより封印から目覚め、アマラ崩壊の危機を救った。
慈愛の中にも気高さと気丈さを併せ持つ性格で、生き別れになった息子ルドラ（シヴァ）への思いは強く、シヴァの心を救うため瀕死の身体を押して自ら人化の法に臨む。
人化の法後は人間となり、死期が迫って苦しんでいる所を鬼眼王の手で安楽死させられる。
シャンデー・ガフ
ラートリーに仕える小さな象型の生き物。様々な術を使いラートリーの身を守る。その正体はウシャスが自我を封印した殻である。
アマラ
ウシャスの无。植物の妖魔。亜空間にてウシャスを護るため、「無限の力」を用いて身体を巨大な中空の球体と化し、内部に空気・水・光を蓄えた「球城アマラ」と化し、主ウシャスが生きていける世界を作り出した。巨大化した本体は球城外殻に存在し、分離することができる。
球城に変化する時に肉体から「理性」を切り離しており、主を守るという「本能」のみで動いていた。その為、ウシャス自身が望まないことでも主に逆らう者は容赦なく虐殺し、「ウシャス＝残酷な女神」という誤った伝説を生み出す要因になった。ウシャス復活後は理性を取り戻し、アマラの恐怖時代に幕を下ろす。
冷静沈着な合理主義者で、「現状ではこれが一番だ」が口癖。ウシャスに対する忠誠心は誰よりも強く、いかなる時もウシャスの身を案じて行動する。その忠誠心はウシャスが人間になった後も変わらず、ウシャスの死後、仇として鬼眼王の命を狙う。復讐心に燃えるあまり手段を選ばない所があり、一時期八雲達から離れるが、ベナレスとの戦いを経て再び八雲の仲間になる。
強力な電撃や「アマラの使い」と呼ばれる多数の思念体、敵の獣魔を奪い取る「縛めの炎」などを使って戦う。植物であるため、身体を破壊されても種を飛ばして再生する事が可能。
最終決戦後はどうやらイローラといい仲になった模様。
リトル・アマラ
アマラの作った思念体。アマラの子供の姿をしている。元はラートリーを封印していた水牢を解放する「呪鍵」の安全装置として用意された分身。アマラ本体とは違う独自の人格を持ち、無邪気で子供っぽい。パイに命を救われた事がきっかけで味方となる。パイのために亜空間に取り残された八雲と融合して消滅する。
ラートリー
ウシャスが最初に作った神民で、もう一人の球城アマラの女神。ウシャスの細胞を使って複製されたコピー体であり、三只眼であるが、普段は第3の目は閉じている。
アマラ神民に伝わる伝説では心優しき女神である。1000年前に神民と共にウシャスに対する反乱を起こしアマラの怒りに触れたため、球城アマラの地下である奈落迦（ナラカ）にある水牢に幽閉されていた。无は所持していない。コピーのため力はウシャスより劣る。
誤解からウシャスの心を傷つけた事を悔やんでおり、封印が解けても中々ウシャスを呼ぶことが出来なかった。
自己犠牲の精神が強く、ウシャスの身代わりとなって鬼眼王に捕えられた事がある。
鬼眼王復活の時の人化の法でパイの身代わりとなり、ウシャス共々力を鬼眼王に吸収されて人間となった。
ウシャス亡き後は神民達のリーダーとなり八雲達に協力する。八雲に対して想いを寄せていた様だが、その想いを口にする事はなかった。もっとも、鬼眼王に吸収されていた人格はパイと融合したため、一緒にいるということになる。

##### 市民
生殖によってではなく人工的に生産された生命体。小さな世界には邪魔であるとのウシャスの考えに基き、女性のみで男性は生産されていない。
ランクA
街には居らず、最後まで登場せず。
ランクB
一般の市民として生み出された個体。人間だったらしく鬼眼王に魂を抽出された。キールによると「キレイな個体をランクB━━"神民"という」（第四部22巻第165話）。
ネグローニ
市民を生み出す工房の技師長。ランクDを束ねる存在。本当の姿は美しい女性だが、スペル・ドラッグで怪物化している姿が多い。額には大きな傷がある。頭脳明晰ながら激情家であり、泥酔して暴れたことがある。
名前の由来はイタリア発祥とされるカクテルのネグローニ（Negroni）。
リバース・ハーン
工房で生産されたハズラット・ハーンのコピー。コピーであるため術を使うのに必要な精が弱い。オリジナル・ハーンと違って、頬に傷がなく前髪が全て金髪。オリジナル・ハーンの記憶は持たないが、綾小路への想いは残っているため葛藤に苦しむ。後にオリジナル・ハーンと融合して一人の人間となる。
カルーア
ウシャスの付き人。スキンヘッドが特徴。
名前の由来はリキュールの一種カルーア（Kahlúa）。
カーリー
鬼眼王に脅迫されたネグローニによって工房で作られた、パールバティー四世のコピー体。顔は「三只眼」とそっくりだが、髪型はおさげ。名前は鬼眼王が命名。
ネグローニはわざと完成を遅らせていたが、依子を人質にしたイローラの脅迫に屈して完成した。培養が不十分だったためか人格が未熟で自己中心的。培養段階で鬼眼王への思慕を刷り込まれていた。イローラから救出しようとした八雲を逆に襲う。アマラからは危険視され、殺されかけるが八雲が身を挺して助けた。人化の法妨害のため西道士に秘術を施される。龍皇城に乗り込む八雲に強引に同行し、化蛇と激戦を繰り広げるが負傷して八雲に助けられる。化蛇の指示でイローラ達に連れ去られて人化の法で人間となり、騙されていたことを知って鬼眼王に襲いかかるがベナレスに一蹴された。最終決戦では人間の身ながら参戦する。
コピー体であるため能力はオリジナルより低い。不老不死の術は使わなかったらしく、无を従える場面はない。最終決戦後はカーリーの姿のまま傷ついた鬼眼王と融合した。
本編後を描いた番外編・続編においては、稀に休眠状態から意識を覚醒させる鬼眼王を宿すために、ベナレスを无として従え、また守護される関係にある。ベナレスに対しては自覚はしていないが恋愛感情に近いものを抱いており、主でありながらベナレスを振り回すことを躊躇している。また、本人は八雲達を安全な相手としか思っていないようで、ベナレスや八雲に苦言を呈されても、気楽に親交を保ちたがる様が窺える。
ランクC
モンスター工房で生み出された戦闘用市民。ランクBとは区別され、靴を履くことすら許されず評議会の命令に従って闘う。キールによると「力のある奴がランクC……モンスターだ」（第四部22巻第165話）。
長老
評議会の長老。神民の衰退を憂えてラートリー救出を決断。救出精鋭隊を編成し八雲と共にラートリー救出を託す。
キール
評議会憲兵隊のリーダー。金髪に褐色の肌が特徴で若い娘ながら男性的な性格をしている。思念波などの光術を使って戦う。評議会よりラートリー救出精鋭隊の隊長に任命され、不本意ながら八雲と共に奈落迦へ向かう。当初八雲に対し見くびった態度を取っていたが、八雲に窮地を救われ態度を変える。
フィズ
評議会憲兵隊の一人。炎を操る力を持つ娘。褐色の肌に2つのお下げ髪が特徴で八雲に想いを寄せている。精鋭隊の中では出番が多く、依子と供に行動する場面が多く見られ、最終決戦では負傷しているキールに代わって活躍した。最終話のカットではそれまでの戦闘服ではなく洋服を着ており、身分制度の緩和がなされた模様。
ジュレップ
評議会憲兵隊の一人。白い肌に黒髪のポニーテールが特徴で泳ぐことが得意。礼儀正しい性格。
リッキー
評議会憲兵隊の一人。つり目にショートカットの髪型が特徴で男性的な言葉遣いをする。盾のような防御璧を作る能力を持つ。
ベリーニ
評議会憲兵隊の一人。精鋭隊の中で最も長身で筋肉質な身体が特徴。その肉体を生かした怪力を用いて戦う。
ランクD
工房で作成される市民の失敗作。「廃獣」としてアマラの外殻に廃棄処分される。
ルル
殺されかかっていたところを八雲に助けられ、名前までもらったことから八雲を慕いお供となる。初登場時は小型の魔獣で言葉も話せなかったが、後にスペル・ドラッグを飲んだことで、言語が使えるようになった他、八雲を背に乗せて飛行も可能になった。第四部（21巻150話）から登場。
名前は登場時の鳴き声に由来する。

### 『3×3EYES 外伝』
ガルベル
ベナレスに仕えるカーリーの護衛。
ウルベル
ベナレスに仕えるカーリーの護衛。
桜場華
東京に住む女性。恋人のアツシと親友のマキに裏切られ、マキを刺して逃げる最中に車に轢かれるが、気が付くとアントワープに転移していた。実際は轢かれた際に死亡しており、死ぬ直前に世界を憎悪したためニイスホッグに寄生され、依り代となっていた。真実を知ったことで八雲をニイスホッグの元へ案内し、撃破に貢献した。パイの懇願により「三只眼」が肉体を再生したため蘇生し、元の日常に戻った。
平沼アツシ
華の恋人。マキと付き合いだしたと言って華を振るが、実際はマキを強姦していた。
吉田マキ
華の親友。アツシと付き合いだした事になったため華に刺されたが、実際はアツシに強姦されていた。華の死後も刺した事を恨むでなく、嘆き悲しんでいた心優しい女性。華の蘇生後は仲を修復した。
ニイスホッグ
ユグドラシルから生まれたヤドリギと呼ばれる闇の怪物。龍脈に巣食い、屍物の魂魄に寄生する。憎悪に染まった人間の魂を好み、寄生した人間の人格を保ったまま人外念離層を通じて様々な場所に転移させる。本体は取り込んだ人間の巨大な顔が張り付いた巨大な樹に一つ目という姿をしている。

### 『3×3 EYES 幻獣の森の遭難者』
ノルマルテ・ウリュプス
美智瑠たちのリーダーの男。その正体はかつてベナレスに作り出された「合成」と「加速」の能力を持つグリフィン。しかし、ベナレスが獣魔術を作り出し、自身が用済みになることを恐れたためシヴァを自身に合成しようと襲い掛かり、ベナレスに片翼をもがれて追放された。
時間加速の能力を使うたびに命が縮まるという欠陥を抱えている。追放後、二千年流離った後、孤独な死を覚悟していたが、偶然出会った美智瑠を助けようと行動したことで情が移り、新たな生きがいを見出した。彼女を救うため、八雲の力を奪うことを計画する。
戦いの末に命が尽きるが、美智瑠が石化されたのを確認した後、ベナレスにより転移させられ命拾いし、再び配下としてベナレスに仕える。
甲子美智瑠（きのえね みちる）
ノルマルテと行動を共にする車椅子の女子高生。多数の亜種獣魔を操る。
心臓に持病を持っており、サンハーラにより世界が崩壊の危機にあったため治療が中断された際に、偶然訪れたノルマルテにより一命を救われる。サンハーラで肉体が崩壊してしまい、八雲が魂を運んできた際にノルマルテにより心臓に八雲の欠片を合成されたことで、无の肉体再生能力を得ていた。
ただしそれによって心臓の持病の進行は止まったものの、その代わりに心臓のみ成長せず幼少時のままであり、成長した肉体に対して能力が足りておらず、結果生き永らえたものの体は弱いままであった（ある意味巨人症に近い）。
ベナレスとの戦いの最中に合成を解除し、欠片を八雲に戻した後、石絲によって治療法が見つかるまで石化された。数年後、妖撃社の資金援助によりiPS細胞による治療を受けて回復した。
工藤千夏（くどう ちか）
美智瑠と行動を共にする女子高生。美智瑠から貰った亜種獣魔グランドクロー、サラマンダーアーム、ヘルフレイムを操る。元は美智瑠と同じ病院に入院しており、右腕を怪我していたが、サラマンダーアームを合成して補っている。
実際はノルマルテに生み出された分身で、本物の千夏は細胞変質病になった後、帰ってこなかった。現実の千夏は普通の女子高生として生活していた。
渡部唯華（わたべ ゆいか）
美智瑠と行動を共にする女子高生。美智瑠から貰った亜種獣魔ビッグフット、ダークネスを操る。右足をビッグフットで補っている。
現実の唯華は不良となっており、松葉杖をついている。
有村沙雪（ありむら さゆき）
美智瑠と行動を共にする女子高生。美智瑠から貰った亜種獣魔を操る。盲目で、亜種獣魔の力で補っている。
現実の沙雪は盲目のまま盲導犬を連れて行動している。数年後、三人の中では唯一回復した美智瑠と再会した。
ゲゲネイス・ド・ギガンテス
ノルマルテたちに協力する妖魔。元は九頭龍将の手下だったが、サンハーラで世界が崩壊して以来退屈さに絶望していた。ノルマルテから生きがいを見つけるように言われ、闘いに生きがいを見出した。このため、本心ではノルマルテの延命を願っていた。
奪った八雲の力を自身に合成し、ベナレスに戦いを挑み、ベナレスから新たな九頭龍将として認められた。
ウコバク
ゲゲネイスと組む下級妖魔。
若口（わかぐち）
国際宇宙ステーションのクルー。八雲に助言した。戦いの終結後、月の裏側で爆発のようなものを観測する。

## 用語
物語の基礎に係わる用語のみまとめて説明する。

### 三只眼吽迦羅
読みは「さんじやんうんから」。略して三只眼（さんじやん）とも。この場合、パールバディー四世の基本人格「三只眼」とは括弧が無いことで区別される。三只眼は中国語で「3つの目」の意。
人間の世界とは異なる空間に存在する「聖地」に住む3つの目を持つ不老の妖怪。一生に一度だけ他の生物の命を体内に取り込む「不老不死の術」を使い、自らの護衛者である「无」を作り出す。その為、闇の者達からは不老不死を与える存在として崇拝されている。外見は人間とほとんど変わらないが、数千年の寿命を持つため、高齢の三只眼は精神が退廃し無気力・無感動になり、残忍な性質になっている場合が多い。妖怪達の頂点に立ち、強大な霊力と術で彼らを束ねる。他の下級妖怪達には「聖魔」と呼ばれ畏怖されている。ただし肉体はそれほど頑丈では無く、強大な術を発揮するとしばらく眠りに入って無防備な状態になるので、无を使って身を守るとされる。
以下に特殊な三只眼について個別に説明する。

#### パールバティー
パールバティーとは、白龍天に舞う年に生まれる、個体として最強の力を持った三只眼である。作者によると白龍天に舞う年とは定められた年がある訳ではなく、不定期に白龍が舞った年のことである。作中には三世と四世が登場し、親子関係にある。
全般的に三只眼は長い寿命のため精神的に退廃するのに対して、パールバティーの特徴として精神が老齢になると新しい人格を自ら生み出し、精神的に退廃するのを防ぐという精神構造がある。しかし、500〜600歳を超えて年齢を重ね続けると人格が増え過ぎて精神崩壊を引き起こすといわれている。

#### 鬼眼王
三只眼を統べる王。三只眼吽迦羅の歴史が始まって以来、数多の三只眼の記憶と人格を取り込んだ存在。人化の法で三只眼の霊力を取り込み強大な力を得ると共に、取り込んだ力の持ち主の精神と記憶を吸収するため、その精神は多重人格的である。絶大な霊力で三只眼に君臨する恐怖の王であり、また他人の精神を操る術に長けており、鬼眼王に魅入られた者はその心を支配される。鬼眼王は一人では無く代替わりをしており、300年前に前鬼眼王の息子であったシヴァが三只眼の歴史で最後の鬼眼王となった。
本編における最終決戦ではシヴァの中にいた「三只眼」を含めて自分の意志で吸収された訳ではない三只眼吽迦羅が反旗を翻して分離、一部はパイの身体に融合した。シヴァの思念はカーリーと融合しており、言い方を変えれば「鬼眼王が2人いる」という状況となっている。パイにしろ、カーリーにしろ、どちらも取り込んだ三只眼吽迦羅の意志を統制し従えるための力が必要となっている。かつての鬼眼王はその力を得るために人化の法を使っていたが、力と引き換えに統制する人格が増えるという悪循環であった。
パイの身体に融合した三只眼吽迦羅も鬼眼王に取り込まれるのを拒否したというだけで、本質的には人間や他の種族を見下していたり、自らの安全を優先して逃避し傍観することを望む者が多いことが明らかとなっている。

### 无 （ウー）
それぞれの三只眼がひとり持つことができる不死身の護衛戦士で、獣魔術を得意とし捨て身戦法をためらわない戦闘力の高い術士である場合が多い。しばしば「不死人（アンデッド）」とも呼称される。
三只眼の不老不死の術を受けてその魂を三只眼の体内に取り込まれた者であり、无になった者は額に「无」の赤い文字が現れる。无になった者は主である三只眼が生きている間は不老不死となり、加齢による成長も老化もせず、たとえ全身を粉々にされても完全に再生するが、痛覚や五感は全てそのまま残っている。主が人間になれば无も元の人間等に戻り、主が死ぬと无も死ぬため、无は主たる三只眼の身を守る責を負う。主の力と无の力は連動しており、主の霊力が増大すれば无の力も増大するが、逆に主が衰弱すれば无も衰弱し、再生能力の喪失や肉体の崩壊が起こることもある。
三只眼自身は強大な霊力を持つが、術が強力すぎて身体に負担がかかり無防備になる場面が多々あるため、ボディガードたる无の存在は三只眼が生き残るためには必須である。三只眼と无の関係は基本的に「主人と護衛」であるが、それぞれの三只眼においては部下であったり友人であったり恋仲であったり多様で、古代より選定に関する掟といったものは特にないようである。劇中においては、藤井八雲、ベナレス、アマラ、ガネーシャ、エル・マドゥライなどが登場。
无を特有の先天能力を持つ「闇の怪物」の一種ととらえるとその能力は「自己再生・自己不変」であり、獣魔術や不死ではない。そのため无の「能力」を封じても獣魔術が使えなくなることはなく、また无の肉体の一部を使ってその「能力」を他人に「合成」したとしても、その他人は肉体再生能力は得られるものの不死にはなれない。これは无の「生命」は无本人の身体の中にはなく、主の三只眼の身体の内に取り込まれて保護されている形の不死であるため（いわゆる「魔女のトランプ」）で、獣魔術に関しては不死の特性に合わせて作られた術を後天的に習得するものであるためである。
「无」とは現在の日本国では日常的には用いられない漢字だが、平仮名の「ん」の原型漢字で「無」と意味を同じくする異体字である。中国語における簡体字で「旡」とは別字。

#### 無限の力
无は主の三只眼が危機に陥ると「無限の力」を発揮し、莫大な精が無尽蔵に湧き出て大幅にパワーアップする。また肉体がバラバラになるなどの通常状態ならば完全に再生するには数時間～数日かかるような深刻なダメージを受けていても、一瞬で復活する。敵対者による攻撃なら、たとえかすり傷程度の軽微なダメージでも「主の危機」と見なされ、無限の力が発動する。ただし外的要因の絡まない、肉体の衰弱などの三只眼自身に由来するものは「主の危機」とは見なされない。そのため、鬼眼王は弱体化したベナレスを無限の力で回復させるために自ら傷つくという手を使った。
このパワーアップは三只眼が无に助けを求めるSOS信号でもあり、无は離れた所にいても主の居場所を認知できる。このため三只眼を討伐する際には、うかつに三只眼に危害を加えるとその无が尋常でない力をもって接近および攻撃をしてくるため、作中では常に警戒されており、また「三只眼吽迦羅に手を出してはならない」というのは闇の怪物たちにとっての鉄則にもなっている。

### 獣魔術（じゅうまじゅつ）
約2000年前、无となった大魔道士ベナレスが「无にしか使えない術」をコンセプトに編み出した強力な秘術。己自身の生命力「精（ジン）」を引き換えに、特殊能力を持つ「獣魔」と呼ばれる魔法生物を召喚し戦闘に用いる。通常の闇の怪物や魔獣は「能力」と「自我」と「肉体」を持つが、獣魔は「能力」のみを有し自我や肉体を持たず、普段は0.3ミクロンのごく微小な基本核粒子となって契約者に寄生している。獣魔の肉体は召喚に応じて、契約者の精や細胞、周囲の元素を用いてその都度構築されるため、無限に復元でき、撃破されても死亡することはない。
獣魔術は術士の修行をせずとも獣魔の卵を使うだけで誰でも習得でき、呪文や道具も不要で獣魔の名を呼ぶだけで1秒未満で術が発動し、しかも威力が強大であるため非常に使い勝手が良い。しかし獣魔は術者自身の精を大量に喰らい続けるという回復不能かつ致命的な欠点があるため、扱える者は実質的に無限に肉体の再生ができる无のみである。普通の人間が獣魔を扱うと、契約しているだけで精が消費され続け、実際に召喚するとさらに大量の精を喰われる。普通の人間が獣魔術を使用する場合、獣魔を一度召喚するだけで急激に肉体が痩せ細り、数度の召喚で肉体が致命的なダメージを受け死亡する。
10体近い獣魔と契約している場合、ただそれだけで普通の人間はほぼ即死するほど精を消耗する。ただし獣魔を「仮死休眠」というシャットダウン状態にすれば精の消費はなく害はなくなる。このため使用頻度の低い獣魔を休眠させることで他の術にリソースを割く省エネも可能。また无であっても大量の獣魔を同時に召喚すると莫大な精を一気に失ってしまい肉体が崩壊する。

#### 契約
獣魔はその卵に血をかけることで孵化し、生まれた獣魔の額に血で梵字を記すことで契約となる。ただし生まれた獣魔は空腹状態で基本的に暴れまわるため、禁術結界の中で契約を行わないと周囲に甚大な被害が出る。孵化させたものの契約しない場合、獣魔は数日で餓死する。獣魔の卵は茶碗を逆さまにしたような形状をしており、通常は握り拳程度の大きさであるが、中にはバケツ大の大型のものもある。卵はエキドナと呼ばれる獣魔の女王が産む。エキドナはベナレスが試作した「獣魔の卵を産む能力」のある獣魔と魔獣のハイブリッドである。非常に使い勝手の良い獣魔術も親であるエキドナに対しては効果を発揮しない。
獣魔を使役出来るのは契約した本人のみであるが、他者に獣魔の制御権を「委任」することも可能。ただしこの場合、召喚に消費される精は契約者本人のみである。また他人への「譲渡」も可能。なお、第一部で八雲が土爪（トウチャオ）を倒しているが、この獣魔は周（チオウ）が飼い慣らした使い魔であって契約したしもべではないようである。作者によれば、獣魔の概念はウルトラセブンのカプセル怪獣をモデルにしたらしい。
獣魔術の元祖ベナレスの従える獣魔は100種、藤井八雲は最終的に約20種ほどの獣魔を従える。

#### 攻撃系獣魔
土爪（トウチャオ）
劇中では八雲、ベナレス、ガネーシャが使用。
ベナレスが最初に開発した獣魔で、3本の鋭い爪の尾を持つヤシガニのような姿の獣魔。
大岩や妖魔の体をたやすくバラバラにするほどの強い力で、対象を切断・破壊する。闇を好む性質があり、召喚時は地中に潜るか、あるいは3つの爪痕以外は姿を現さない。掌を地に付け召喚すると一直線に地上（地中）を走って対象に激突する。地に付けない場合は掌上に一瞬だけ姿を現し斬撃を放つ。
当初は八雲唯一の攻撃獣魔で遠距離攻撃に用いていたが、光牙を取得してからは接近戦に使われるようになった。特に足で土爪を召喚する技はそのトリッキーさでベナレスにも大ダメージを与えた。
光牙（コァンヤア）
八雲、ベナレスが使用。攻撃獣魔の中では最強の破壊力を持ち、光で形成された三つ目の龍の姿をしている。
光と高熱を発しながら高速直進し、対象を爆発させながら貫く。基本は直線的な動きだが、熟練すれば「屈折」「散開」「再集束」「連射」が可能。特に連射は三只眼の光術に匹敵する破壊力を発揮する。ただし光であるため鏡面などで反射される他、光術の強い破壊力を警戒するための「鏡蟲」や「鏡亀」、「影牙」など対光術に特化した防御獣魔も数多く存在する。また殺傷力が強すぎて手加減が利かないのも欠点で、相手を傷つけずに行動不能にするには「散開」や「屈折」の技術を駆使せねばならず、建造物内や洞窟内で使う際には目標に当てた瞬間「散開」させないと周囲の崩落に巻き込まれて生き埋めになる等、使いこなすには熟練が必要である。
八雲の主力獣魔として主に遠距離戦に使われていた。
縛妖蜘蛛（フーヤオチチュウ）
ベナレス、エル・マドゥライが使用。巨大な蜘蛛の獣魔で、対象に取りついて捕縛し、精を吸収する能力を持ち、最終的には繭状の結界に封印することができる。縛妖陣の獣魔版と言える術であり、不死身の无への対処に有効な術。ただし対象捕縛から封印までは時間がかかり、その間に術を妨害されることが多いため、成功率は低め。熊のようなサイズの蜘蛛であるため、配下の魔獣のような使い方もできる。
炸裂虫（チァリェチョン）
エル・マドゥライが使用。掌に収まるほどの小さな虫型の獣魔だが、投げつける事で手榴弾の様に爆発を起こす。
元は連載誌の企画で募集された読者考案の獣魔の一つ。
石絲（シースー）
八雲が使用。亜空間に旅立つ時にベナレスから与えられた獣魔の一つ。
花の蕾を思わせる形状で対象を石化させる黒い糸を吐く。ただし糸の射出速度はさほど速くなく射程距離も短いため、「近距離において油断した相手」という、術の成功にはかなり限定的な条件が必要である。しかし決まった瞬間に勝負が決する上、无に対しても有効であるため、八雲はアマラやベナレスなどに使用していた。当初は一度石化してしまうと解除するには自身を跡形もなく消し飛ばすくらいしか八雲にできなかったが、のちに石化は哭蛹で解くことができるようになったため、八雲は神山依子を高熱から守るために、また甲子美智瑠の心臓病の進行を止めるため仲間に使用したこともある。
雷蛇（レイシヲ）
ベナレス、ガネーシャ、八雲が使用。強烈な電気を帯びた蛇の獣魔。
光牙ほど破壊力はないが対処しにくく、広範囲に大威力の電撃を放つ。また威力を抑えて痺れさせるだけといった手加減もできる。地中を走る土爪への対処にも優れている。
凍血球（ドンシゥエチウ）
ベナレスが使用。無数の棘が生えた球体で、対象に接触する事で凍結させる。哭蛹を封じるためにも使用。
回風（ホイフォン）
ベナレスが使用。円盤状の身体に4本の鎌が付いた形状で、回転しながら突進して対象を切り刻む。
元は連載誌の企画で募集された読者考案の獣魔の一つ。
炎头（イェントウ）
ベナレスが使用。炎を纏った巨大な髑髏の形状で、膨大な火炎を周辺に発散する。
火猿猴爪（ホゥユァンホゥチャオ）
ベナレス、ガネーシャが使用。自らの手に高熱の炎の爪を纏わせ、接近格闘技の殺傷力を上げる。
火爍甲虫（ホゥリィチィアチョン）
ガネーシャが使用。高熱を帯びた無数の甲虫がショットガンのように猛スピードで四方に爆散し、周囲を破壊する。
精吸牙（チンシーヤア）
サルラーマの左腕に植え付けられている獣魔。接触した相手から精気を吸いとる力を持つ。
精気を吸うには直接接触する必要があり、八雲はこの力を使ってカルキを鎮めようとした。
全獣魔同時召喚（応用技）
八雲から獣魔の使用権を得たアマラが「出でよ全ての獣魔！」と唱え使用。
文字通り契約者の所持する全ての獣魔を圧縮した状態で召喚して撃ち放つ劇中最強の獣魔術。召喚された獣魔は攻撃に無関係な物が大半であったが、高密度エネルギーがベナレスをも粉砕する破壊力を発揮した。
欠点は契約者が同時召喚の莫大な瞬間精消費に耐えきれないことで、2発で契約者の八雲は精が枯れ果て肉体が崩壊。八雲も一撃必殺技として高く評価したがその後自力で使用できるかは不明。精の少ないベナレスは、無謀な技としてそもそも選択肢に入れていない。

#### 知覚幻惑、足止め系獣魔
闇魚（アンユイ）
八雲が使用。亜空間に旅立つ時にベナレスから与えられた獣魔の一つ。
巨大な魚の形状で闇を吐き出して敵の目を眩ませる。この闇に包まれると視覚はおろか敵の気配や妖気も全て遮断される。本編では攻撃の他にアンダカを移動する時にも使われた。
泥毛（ニーマオ）
ベナレスが使用。泥の本体から無数の毛を伸ばして対象を捕縛する。
縛妖芽（フーヤオヤア）
アマラが使用。木の根を思わせる触手が対象にからみつき束縛する。縛妖蜘蛛のような封印能力は持っていない。
泡蠱（パオクウ）
捕獲檻獣魔。ベナレスが使用。
体の中に対象を包み込んで閉じ込める大きな泡状の檻獣魔。捕縛対象にダメージをまったく与えないため无に無限の力を発動させずに三只眼の動きを封じることに特化している。

#### 防御系獣魔
鏡蠱（チンクウ）
八雲が使用。鏡の様な背表皮を持ったダニのような姿の対光術用獣魔。
光術を反射する能力を持つ他に糸を吐き出す事も出来る。ただし光牙の反射でも術者には相当の衝撃が走り、三只眼の光術に至っては受け止めるだけで精一杯で反射には及ばない。
光術を受けて跳ね返すまでの間に鏡蠱を分散させるとその場で光術を壊すことができるが、飛散した光術がその場で爆発し周辺に甚大な被害を及ぼす。
鏡亀（チングィ）
ベナレスが使用。鏡の甲羅を持った3mほどの巨大な亀の姿の獣魔で、鏡蠱の上位互換獣魔。
同じく光術を防御・反射させるが、鏡蟲よりも大型な為、より広範囲かつ強力な光術に対処できる。
影牙（インヤア）
攻撃と防御を兼ねた能力を持つベナレス愛用の獣魔で、クワガタのような顎牙を持つ四つ目の禍々しい黒龍の姿の獣魔。
遠距離攻撃として対象を食いちぎる破壊力を持つ他に、光牙を喰らい封殺する能力を持つ。跳ね返さないため、周囲を破壊することなく光牙の破壊力を封じ込める。
闇食魚（アンシーユイ）
ベナレスが使用した白く巨大な魚の獣魔。闇魚を喰らい封殺する能力を持つ。
絲切頭（スーチェトウ）
ベナレスが使用した石絲に似た姿の獣魔。石絲の石化の糸を断ち切り、石絲を喰らい封殺する能力を持つ。
四天聖精奉還（スティエンシヲンチンフヲンホァン）
ベナレス、八雲が使用。三只眼の強大な光術を防ぐためにベナレスが新たに開発した4体1組の獣魔。
4体の小型獣魔が術者の周りに三角錐型のバリアシールドを張り、あらゆる破壊力から身を守る最強の防御系獣魔。ただし召喚からシールド形成までの間にわずかな時間があり、先読みして召喚しないと4体の獣魔が撃破され、逆にもろに攻撃を受けてしまう。
八雲は「幻獣の森の遭難者」において大気圏突入に際して、「鬼籍の闇の契約者」では崩壊する木星の過酷な環境から身を守るために使用。
被甲（ピージャー）
八雲が使用。巨大な人型甲虫の獣魔。
パワードスーツのように術者を包みこんだり、対象人物を庇わせ守ることができる。作中では鎧獣魔とも表現されている。

#### 移動系獣魔
走鱗（ツォウリン）
八雲が使用。保護色を持つ板状の体で、術者を背に載せ低空を高速移動するスケボーのような獣魔。
明確な表現はないが、おそらく術者の足の裏を吸着させて、投げ出されないよう固定していると思われる。
移動用であるが、まれに攻撃の時のフェイントして使われていた。八雲の獣魔術では土爪、光牙と並んで使用頻度が高い。
追鱗（ジュイリン）
八雲が使用。巨大な三葉虫のような姿の比較的大型の移動用獣魔で、主を背に載せて空を飛ぶ。走鱗ほどのスピードは出ないが、
グラップラーフック状の触手を射出し追跡対象に取りつくこともできる。八雲版の飞腭といったところ。

#### 回復系獣魔
假肢蠱（チィアチークウ）
八雲が使用。カマキリのような姿の獣魔だが、さまざまな肉体の部位に変身し四肢の欠損を補う能力を持つ。最初はハーンの失った右腕に変身し、彼を補助した。
肉体が再生する无にとって通常は必要としない能力だが、手足を切断されて封印された際への備えとして使われる。使用中は四肢を補い休眠しているかのように大人しいが、召喚に応じて元の獣魔の姿になるため、八雲はトリッキーな攻撃にハーンを利用することがあった。
ハーン死亡後は八雲の元に戻り、本来肉体に存在しない翼に変化させたり、右腕を封印された八雲を補っておにぎりを作ったりした。
地精集気蟲（ティチンチイチイチョン）
ベナレスが使用。対象者に組み付き大地の精を注ぎ込んで精を回復させる。
ベナレスは四天聖精奉還の実験のために、この獣魔を使ってわざとパールバティーを回復させた。
导息（タオシー）
八雲が使用。亜空間に旅立つ時にベナレスから与えられた獣魔の一つ。
巨大な円盤に美しい女性の顔がついた形状で、口から吐く息で対象の怪我を治癒回復させる。また攻撃のダメージを軽減させる事も可能。ただし回復中はかなりの精を消耗し、術者は身動きが取れなくなる。
「幻獣の森の遭難者」では八雲が小さめに召喚した导息を2体同時に使用しているが、2体目への言及は特になく、追加で契約したのか、元々そういった特性を持っていたのかは不明。

#### 解呪系獣魔
哭蛹（クーヨン）
八雲が使用。サルラーマの一族が特別培養していたオリジナル獣魔。「ホエエエッ」と鳴くのが特徴。動きは鈍く見るからに間の抜けた容姿をしており、当初は八雲からも役立たずと思われていた。
しかしその実態は「精食粒」という精を喰らう粒子を大量に吐き出して、あらゆる術を修復不可能なレベルまで食い尽くし破壊する能力を持つ「最強のごくつぶし」である。ただし対象となる術の選別はできず、精食粒が撒き散らされた範囲内に放たれた術は、たとえそれが術者自身の術であっても破壊される。扱いが極めて難しいものの、効果が強力である上にベナレスも持っていない獣魔であるため、八雲の切り札でもある。
月面での初使用時は特性を理解していなかったためフルパワーで召喚し、巨龍ベナレスの龍精波を無効化したものの、八雲がコネリーから受け継いだ「呪文操作球」をも食ってしまい、さらにクレーターを覆う巨大な禁術結界すら崩壊させた。フルパワー召喚では長時間に渡り広大な範囲を術使用不可状態にし、制御できないため、基本的には「最小限度に召喚」することで効果範囲を極小にして使用する。それでも十分すぎる効果があり、石絲により石化した人間を元の姿に戻す数少ない手段でもある。終盤では電子暗号化され、世界中に張り巡らされた『破滅の術』を食らい尽くす。
ただし必ずしも万能ではなく、人化の法の妨害に召喚したこともあったが、この獣魔を警戒していたベナレスにすかさず凍血球で凍りつかされ動けなくなってしまった。さらに神獣が発する桁違いの量の精はさすがに食い切ることができなかった。
抗呪羽（カンチョウユー）
「幻獣の森の遭難者」で八雲が使用した鳥の姿の獣魔。呪力を中和する羽をまき散らし、人心操作などの術を無効化する。
哭蛹に似ているが、術そのものを破壊してしまう哭蛹に対し、こちらは術の効力のみを無効化する。

#### 合身系獣魔
憑蠱（ピンクウ）
サルラーマが使用。サルマーラの一族に伝わる特殊な獣魔で、高等生物間の肉体を合身融合を媒介させる能力がある。
この獣魔を使い、呪文を唱える事で別の生物と肉体を合身する事が可能であるが、意識の融合は困難で、合身後に被術者の意識が残る事は難しいとされる。

#### 亜種獣魔
「幻獣の森の遭難者」に登場した新獣魔。術制作者は不明だが、ノルマルテ・ウリュプスが甲子美智瑠に与えた。甲子美智瑠は藤井八雲の一部から无の能力を心臓に合成されていたため、精を喰い尽くされることなく使用可能であった。合成解除後は藤井八雲に譲渡される。
グランドクロー
土爪に似た亜種獣魔。ただし2本爪である。「鬼籍の闇の契約者」では土爪と同時召喚され、5本の斬撃を放つ。
サラマンダーアーム
火猿猴爪に似た亜種獣魔。火猿猴爪は手先だけに炎をまとうが、こちらは上腕まで炎に包まれる。
ヘルフレイム
炎头に似た亜種獣魔。
ライトニングドラゴン
光牙に似た亜種獣魔。破壊力も光牙と同等。
ビッグフット
巨大な2歩足の陸上移動するための亜種獣魔。背に乗って移動する。
ダークネス
闇魚、縛妖蜘蛛を合わせたような能力を持つ亜種獣魔。

## キーワード
登場人物、用語に漏れた団体や事物の名称、言葉遣いなどを説明する。
妖撃社
季刊のオカルト雑誌『妖撃』を発行する香港の出版社。編集長の陳の行方不明と時を同じくして陳を訪ねてきた八雲達と鈴鈴が知り合い、黄財閥の支援を受けて共闘することになる。パイが行方不明になってからは妖怪退治業も始める。八雲達の関わった事件を題材にして記事を書くこともある。八雲曰く「『妖撃』は香港で一番信憑性のない雑誌」。
ニンゲンの像
「人間を表す像」とも。3体の三只眼がしゃがんで背を向けて寄り添った形の像。『人化の法』のための術補正具で、3方向の力の補正を行う。
人化の法
三只眼が人間になる術。その反面、世界を滅ぼす恐ろしい力にもなるとされる。3人の三只眼を必要とし、その内2人は人間となるが、残る1人が2人分の霊力と人格を『ニンゲンの像』を媒介して吸収する術。これを利用して鬼眼王は力を永続させていた。
シヴァの爪
パールバティー専用の装具。手に嵌めて使う。
鬼眼王になる以前のシヴァが開発したもので、装着すると本来パールバティー本人が制御できるはずの人格の入れ替えを抑え、高齢側の人格が出ることを封じる。またシヴァの爪は最小の魔法陣でもあり、呪文だけで簡単な術を使うことが出来る。作中では綾小路ぱいとパイが「バラス・ヴィダーヒ」（「我に力を」の意）の呪文にて攻撃に、綾小路ぱいが「ルドラ・ムシャーテ」の呪文にて額に付いた封印の穿靈菱（チョアンリンリン）の解除に使用している。
聖地
異空間に存在する三只眼等が住む世界。この世とは「崑崙」と呼ばれる特殊な場所を通じて行き来できる。
崑崙（コンロン）
この世と聖地を結ぶ場所。世界各地に存在し各崑崙ごとに異なる強力な門番によって守護されている。『山海経』「西山経の部」の記載によれば崑崙は中国に伝わるチベットの古代都市であるといわれる。
太歳（タイソエイ）
崑崙を通じて東京上空に現れ、イナゴを餌に孵化しようとした妖怪。『山海経』に記載の中国に伝わる地中に棲む生物の太歳（たいさい）（太歲）に由来。
聖魔石
鬼眼王を封印した石。その核は聖魔核と呼ばれ、円筒状をしている。
憑魔一族
他の生物と融合しその能力を自分の物とする「憑魔合身」の能力を持つ一族。その力の弊害として胎児が母体と融合を起こして、知性のない怪物になってしまう。かつては三只眼に力を貸す代わりに妊娠した女性を无とし、胎児を脳死状態にして出産していたが、三只眼が滅びたことで一族は存亡の危機に立つ。不老不死の術を求めてパイを誘拐し、八雲達と一時対立するが和解。後に憑魔合身の能力を無くす術が別に存在することが解り、「三只眼」により合身抑止の術が開発され、グプターが出産を果たす。
犼（クウォン）
迅鬼が召喚し「三只眼」が乗騎にしようとした人間の魂を喰らう悪獣。
人を喰うため神仏が乗り物にして飼い慣らしているという、『述異記』に記載の中国に伝わる霊獣の犼（こう）に由来。
大地の精
大地から湧き出る5種（水・金・土・火・木）の精気のこと。
大地の精の根源はナーガ・大地の精根・龍脈等と呼ばれ、ネットワークを形成し、通信・術の強化・龍脈系縛妖陣等に利用される。また精を集めることで術の開発にも用いられる。しかし年々大地の精は弱まる傾向にある。卵状の未契約獣魔は大地の精を糧に生きる。
鬼眼五将
太古、大地の精が枯渇することを防ぐため、その放出口に門番として設けられた三只眼のミイラを指す。
大地の5種の精にそれぞれ門番も5人設置された。水将・土将・木将の塚はヒマラヤ山中に、火将・金将は極北の地にある。
鬼眼五将の行
世界各地に散らばる鬼眼五将の力を取り込む術。本来は高齢の三只眼が行うものとされる。
魔口の巣
聖地から少し離れた場所で地下に崑崙が集中する。ベナレスが配下を度々招集していた。
龍皇城
ベナレスの根城。月のクレーターに禁術と呼ばれるバリアを施し地球同等の世界を造っている。月面に在るが大地の精が吸い出せる。
魔現封神
ベム=マドゥライがベナレスを封じた術。龍脈系縛妖陣。魔物が四方に発散する精を利用し封じる。そのため相手の力が強いほど封じる力も強くなる。しかし相手に対して封じる大地の許容量が足りなければ失敗する。
縛妖陣（ばくようじん、フーヤオチェン）
亜空間系縛妖陣。別空間へ放り込む術。放り込まれたが最後この世界に戻ることが出来ない。
龍精波
ベナレスが本性である龍神に戻った時に発散する大量の精。その威力は強大で捕らえた者の肉体と精神を徐々に崩壊させる。過去には三只眼達の住む聖地が龍精波によって危機に陥った。
奈落迦（ナラカ）
球城アマラの街のある大地に対する地下世界。作中の説明によれば、ナラカ（Naraka）はサンスクリットで日本語における奈落に相当する。
ローカパーラ
聖地を守護する4体の巨大な神獣。形状は4体とも同じ。聖地に埋もれていたが、鬼眼王の守護のために掘り出された。術の効果を増幅する力がある。また高い攻撃力を持ち、遠距離攻撃に優れている。ただし知能は低く接近戦に弱い。名前はインド神話などにおける護世神の総称ローカパーラ（lokapāla）に由来。
サンハーラ
鬼眼王の最後の呪術。全ての人間の意志を1つの光となし、さらに鬼眼王がこの光と融合すると鬼眼王シヴァは語っていたが（37巻第三百九十四話）、実際は闇と融合し自滅することだった（40巻第四百四十話）。サンハーラ（saṃhāra）はサンスクリットで破壊、発展などの意。
サンハーラの核
サンハーラを行なうためのドーム型施設のような造形物。単に「サンハーラ」とも。元はベナレスが手で運べるほどの大きさであった。鬼眼王がナタラージャ（Naṭarāja）と言うポーズを取る聖舞と呼ばれる儀式を行うことによって大きく成長する（37巻第三百八十八話）。
事件後は海中に沈んでいるが、米露が共同出資した会社が海上プラットフォームを作って調査し、新たな研究素材として研究しようとしている。
大帰滅（マハープララヤ）
鬼眼王が目的とした、サンハーラによって達成される世界の終末の状態。マハープララヤ（mahāpralaya）はサンスクリットで大崩壊等の意。
ヤクイ
作中の描写では窮地に陥った時に東京都新宿区育ちと見える八雲のみが用いる語。「ヤバイ」の意であり、東京の一部では日常的に用いられているらしい。次第に使われなくなる。なお、作者の出身地が北海道であり出身地の方言であると伝えられることがあるが、作者の出身地は東京都江戸川区である。
愚か者
「三只眼」が八雲を罵る時によく使った言葉。多用している内に愛称となる。
妖怪食っちゃ寝
八雲がパイに付けたあだ名。パイの生活が食っては寝てが多いことから。
呪文石、呪文石板（スペルキューブ、スペルプレート）
ハーンが開発した。術式を封じた四角推型の石や5センチメートルほどのプレート状の呪術アイテム。獣魔術以外の術は不得手な八雲をサポートする。

## 書誌情報

### 単行本
- 高田裕三 『3×3 EYES』 講談社〈ヤンマガKCスペシャル〉、全40巻
  1. 1988年10月14日発売[12]、ISBN 4-06-102123-0
  2. 1989年5月15日発売[13]、ISBN 4-06-102152-4
  3. 1989年10月13日発売[14]、ISBN 4-06-102167-2
  4. 1990年2月13日発売[15]、ISBN 4-06-102191-5
  5. 1990年6月11日発売[16]、ISBN 4-06-102207-5
  6. 1990年10月29日発売[17]、ISBN 4-06-102228-8
  7. 1991年2月27日発売[18]、ISBN 4-06-102256-3
  8. 1991年5月30日発売[19]、ISBN 4-06-102271-7
  9. 1991年9月3日発売[20]、ISBN 4-06-102286-5
  10. 1991年12月24日発売[21]、ISBN 4-06-323306-5
  11. 1992年3月31日発売[22]、ISBN 4-06-323326-X
  12. 1992年7月31日発売[23]、ISBN 4-06-323343-X
  13. 1992年12月24日発売[24]、ISBN 4-06-323368-5
  14. 1993年4月28日発売[25]、ISBN 4-06-323398-7
  15. 1993年9月2日発売[26]、ISBN 4-06-323421-5
  16. 1993年12月27日発売[27]、ISBN 4-06-323442-8
  17. 1994年6月01日発売[28]、ISBN 4-06-323468-1
  18. 1994年10月4日発売[29]、ISBN 4-06-323488-6
  19. 1995年3月1日発売[30]、ISBN 4-06-323521-1
  20. 1995年8月3日発売[31]、ISBN 4-06-323552-1
  21. 1996年1月5日発売[32]、ISBN 4-06-323575-0
  22. 1996年5月2日発売[33]、ISBN 4-06-323594-7
  23. 1996年8月3日発売[34]、ISBN 4-06-336611-1
  24. 1996年12月4日発売[35]、ISBN 4-06-336635-9
  25. 1997年4月2日発売[36]、ISBN 4-06-336656-1
  26. 1997年8月4日発売[37]、ISBN 4-06-336676-6
  27. 1998年1月5日発売[38]、ISBN 4-06-336711-8
  28. 1998年6月3日発売[39]、ISBN 4-06-336739-8
  29. 1998年8月4日発売[40]、ISBN 4-06-336750-9
  30. 1998年12月2日発売[41]、ISBN 4-06-336768-1
  31. 1999年5月1日発売[42]、ISBN 4-06-336798-3
  32. 1999年10月20日発売[43]、ISBN 4-06-336830-0
  33. 1999年12月28日発売[44]、ISBN 4-06-336847-5
  34. 2000年6月3日発売[45]、ISBN 4-06-336873-4
  35. 2000年12月4日発売[46]、ISBN 4-06-336912-9
  36. 2001年4月27日発売[47]、ISBN 4-06-336947-1
  37. 2001年10月3日発売[48]、ISBN 4-06-336982-X
  38. 2002年3月4日発売[49]、ISBN 4-06-361020-9
  39. 2002年11月2日発売[50]、ISBN 4-06-361082-9
  40. 2002年11月2日発売[51]、ISBN 4-06-361083-7
    - 「初回限定版」同日発売[52]、ISBN 4-06-362018-2
- 高田裕三 『3×3 EYES 幻獣の森の遭難者』 講談社〈ヤンマガKCスペシャル〉、全4巻
  1. 2015年6月27日発売[53]、ISBN 978-4-06-382619-7
  2. 2015年11月6日発売[54]、ISBN 978-4-06-382705-7
  3. 2016年4月20日発売[55]、ISBN 978-4-06-382767-5
  4. 2016年10月20日発売[56]、ISBN 978-4-06-382867-2
- 高田裕三 『3×3 EYES 鬼籍の闇の契約者』 講談社〈ヤンマガKCスペシャル〉、全8巻
  1. 2017年6月20日発売[57]、ISBN 978-4-06-382981-5
  2. 2017年12月20日発売[58]、ISBN 978-4-06-510529-0
  3. 2018年7月20日発売[59]、ISBN 978-4-06-512045-3
  4. 2019年2月20日発売[60]、ISBN 978-4-06-514567-8
  5. 2020年3月9日発売[61]、ISBN 978-4-06-518836-1
  6. 2021年9月17日発売[62]、ISBN 978-4-06-524763-1
  7. 2022年8月19日発売[63]、ISBN 978-4-06-528791-0
  8. 2023年9月20日発売[64]、ISBN 978-4-06-533042-5

### 新装版
- 高田裕三 『新装版 3×3 EYES』 講談社〈KCデラックス〉、全4巻
  1. 2002年4月23日発売[65]、ISBN 4-06-334535-1
    - 「初回限定版」同日発売[66]、ISBN 4-06-362000-X

  2. 2002年4月23日発売[67]、ISBN 4-06-334536-X
  3. 2002年5月21日発売[68]、ISBN 4-06-334537-8
  4. 2002年5月21日発売[69]、ISBN 4-06-334538-6

### 文庫版
- 高田裕三 『3×3 EYES』 講談社〈講談社漫画文庫〉、全24巻
  1. 2009年8月12日発売[70]、ISBN 978-4-06-370667-3
  2. 2009年8月12日発売[71]、ISBN 978-4-06-370668-0
  3. 2009年9月11日発売[72]、ISBN 978-4-06-370671-0
  4. 2009年9月11日発売[73]、ISBN 978-4-06-370672-7
  5. 2009年10月9日発売[74]、ISBN 978-4-06-370678-9
  6. 2009年10月9日発売[75]、ISBN 978-4-06-370679-6
  7. 2009年11月11日発売[76]、ISBN 978-4-06-370689-5
  8. 2009年11月11日発売[77]、ISBN 978-4-06-370690-1
  9. 2009年12月11日発売[78]、ISBN 978-4-06-370701-4
  10. 2009年12月11日発売[79]、ISBN 978-4-06-370702-1
  11. 2010年1月8日発売[80]、ISBN 978-4-06-370721-2
  12. 2010年1月8日発売[81]、ISBN 978-4-06-370722-9
  13. 2010年2月10日発売[82]、ISBN 978-4-06-370723-6
  14. 2010年2月10日発売[83]、ISBN 978-4-06-370724-3
  15. 2010年3月12日発売[84]、ISBN 978-4-06-370732-8
  16. 2010年3月12日発売[85]、ISBN 978-4-06-370733-5
  17. 2010年4月9日発売[86]、ISBN 978-4-06-370741-0
  18. 2010年4月9日発売[87]、ISBN 978-4-06-370742-7
  19. 2010年5月12日発売[88]、ISBN 978-4-06-370745-8
  20. 2010年5月12日発売[89]、ISBN 978-4-06-370746-5
  21. 2010年6月11日発売[90]、ISBN 978-4-06-370749-6
  22. 2010年6月11日発売[91]、ISBN 978-4-06-370750-2
  23. 2010年7月9日発売[92]、ISBN 978-4-06-370751-9
  24. 2010年7月9日発売[93]、ISBN 978-4-06-370752-6
    - 「特装版」同日発売[94]、ISBN 978-4-06-370753-3

### 小説
- 高田裕三（原作） / 遠藤明範（著） 『3×3EYES 聖魔伝説』 講談社〈マガジン・ノベルス〉、1995年7月3日発売[95]、ISBN 4-06-324307-9
- 高田裕三（原作） / 遠藤明範（著） 『3×3EYES 封魔外伝』 講談社〈マガジン・ノベルス〉、1996年5月17日発売[96]、ISBN 4-06-324312-5
- 高田裕三（原作） / 遠藤明範（著） 『3×3EYES 幻魔漂流』 講談社〈マガジン・ノベルス〉、1996年5月17日発売[97]、ISBN 4-06-324319-2

### 関連書籍
- 『3×3EYES妖魔大図鑑』1998年4月22日発売[98]、ISBN 4-06-319934-7
- 『3×3EYES Another World』1999年4月19日発売[99]、ISBN 4-06-334058-9
- 『3×3EYES Another Story』2000年3月21日発売[100]、ISBN 4-06-334293-X
- 『3×3EYES 妖魔立体図鑑』2000年5月18日発売[101]、ISBN 4-06-334297-2
- 『3×3EYESパーフェクト事典』2001年4月4日発売[102]、ISBN 4-06-334386-3
- 『3×3EYES THE FINAL』2001年4月4日発売[103]、ISBN 4-06-334626-9

## OVA
3×3 EYES（OVA第1シリーズ、1991年製作）
- I 転生の章
- II 八雲の章
- III 採生の章
- IV 迷走の章

3×3 EYES 〜聖魔伝説〜（OVA第2シリーズ、1995年 - 1996年製作）
- I 末裔の章
- II 鍵の章
- III 帰還の章

前作同様、設定が一部改変されたが基本的に原作に忠実に進んで行く。スタッフがインタビューで前作に大きく劣る内容になったと謝罪する等、奇妙な舞台裏事情も見られた。

### スタッフ
3×3 EYES
- 監督 - 西尾大介
- 脚本 - 遠藤明範
- 作画監督 - 新井浩一
- 美術監督 - 佐貫利勝、谷口淳一（2話 - ）
- 撮影監督 - 広川二三男（1話）、福田岳志（2話 - ）
- 音楽 - 和田薫
- プロデューサー - 鈴木良平（1話）、渡辺繁（1話）、重松英俊（1話）、春田克典（2話 - ）、水尾芳正（2話 - ）、高梨実（2話 - ）、大月俊倫（2話 - ）
- 制作 - 東映動画、タバック
- 製作 - 講談社、バンダイ、キングレコード

3×3 EYES 〜聖魔伝説〜
- 監督 - 竹之内和久
- 脚本 - 高田裕三、竹之内和久
- キャラクターデザイン・作画監督 - 熊谷哲矢
- 絵コンテ - 開木菜織（2話）、竹之内和久（2話）
- 演出 - 佐山聖子（2話）
- 美術監督 - 加藤浩（1話）、竹田悠介（2話、3話）
- 撮影監督 - 渡辺英俊
- 音楽 - 和田薫
- プロデューサー - 水尾芳正、渡辺繁、島名光二
- 制作 - タバック、スタジオジュニオ
- 製作 - 講談社、バンダイビジュアル、KING RECORDS

## ゲーム
3×3EYES 聖魔降臨伝
RPG。
1992年7月28日、ユタカより発売。スーパーファミコン用。
八雲、パイ、ゲスト的に加わる仲間の3人でゲームを進めるのだが、パーティの内八雲以外の2人が倒れると即ゲームオーバー。終盤に仲間になるグプターはレベル上げが必須なのだが、必要な経験値が非常に多い。他にも飛行機代が異常に高くて金欠による詰みもあるため、ゲームとしての難易度は高く評価は低い。
聖魔伝説3×3EYES MCD
RPG。
1993年7月23日、セガより発売。メガCD用。当時連載中だった『週刊ヤングマガジン』誌上で募集したオリジナルモンスターデザインの審査を高田裕三自ら担当し、採用されたモンスターは自身のスタジオ内で新たに描き起こしている。
3×3EYES 獣魔奉還
アドベンチャーゲーム。
1995年12月22日、バンプレストより発売。スーパーファミコン用。
3×3EYES 〜三只眼變成〜
アドベンチャーゲーム。
アニメ制作集団『南町奉行所』がシナリオ段階から参加。完全オリジナルのストーリーが繰り広げられTVアニメと同等の作画を提供している。パソコン版には物語の鍵を握るオリジナルキャラクター「スージン・リュウメイ」が登場する。
1993年2月5日、日本クリエイトより発売。PC-9801用。
1993年10月6日、日本クリエイトより発売。FM TOWNS用。
1994年7月8日、NECホームエレクトロニクスより発売。PCエンジン用。
1996年2月9日、日本クリエイトより発売。Windows 95用。
3×3EYES 〜吸精公主〜
アドベンチャーゲーム。
1995年4月28日、日本クリエイトより発売。Windows 3.1用。
1995年8月11日、エクシングより発売。PlayStation用。
1996年4月19日、日本クリエイトより発売。セガサターン用（タイトルは『3×3EYES 〜吸精公主 S〜』。スペシャルCD-ROM「林原めぐみ嬢&辻谷耕史氏+??の香港紀行」が付属）。
1996年、日本クリエイトより発売。Windows 95用。
3×3EYES 〜転輪王幻夢〜
アドベンチャーゲーム。
1997年、日本クリエイトより発売。Windows 95用。
1998年8月6日、キングレコードより発売。PlayStation用。
3×3EYES Memorial（サザンアイズ メモリアル）
2002年12月13日、日本クリエイトより発売。Windows 98/Me/2000/XP用。
『三只眼變成』『吸精公主』『転輪王幻夢』をDVD-ROM1枚に収録した、3333本のみの完全限定生産版。特典として、「お宝ムービー（DVDに収録）」「3×3EYESデザインBOX（DVD4枚収納可能）」「卓上カレンダー（市販品に使用されていない画像のみで構成）」「キャラバッジ（全6種類中の2種類）」が付属する。
『三只眼變成』『吸精公主』『転輪王幻夢』は三部作となっており、アニメ部分を南町奉行所が制作した。主なスタッフは以下の通り。
- 脚本：山崎理
- 絵コンテ：つるやまおさむ
- キャラクターデザイン、作画監督：西井正典
- 美術監督：砂川千里

## パチスロ
3×3 EYES ～聖魔覚醒～
開発・製造・販売　大都技研
2016年9月12日　ホール設置開始

## 音楽CD
3×3 EYES - TAKADA BAND
1992年6月24日、スターチャイルドより発売。
3×3 EYES - 第壱章
1991年8月21日、スターチャイルドより発売。
3×3 EYES - 第弐章
1991年12月5日、スターチャイルドより発売。
3×3 EYES - 第参章
1992年4月22日、スターチャイルドより発売。
3×3 EYES - 聖魔伝説 末裔譜譚詩 （せいまでんせつ まつえいふだんし）
1995年7月5日、スターチャイルドより発売。
3×3 EYES - 聖魔伝説 末裔譜譚詩 II
1996年6月5日、スターチャイルドより発売。
以下のリストはゲームに使用されたオリジナルサウンドトラック。
聖魔伝説 3×3 EYES from MEGA-CD
1993年7月21日、キングレコードより発売。
小森まなみ Fight! -最後の天使- / Holy Eyes
1995年9月21日、スターチャイルドより発売。

## ドラマCD
3×3EYES ─天の巻─
1990年9月、キングレコードより発売。
3×3EYES ─人の巻─
1990年11月、キングレコードより発売。
3×3EYES ─地の巻─
1991年6月、キングレコードより発売。
ドラマCDのみ、三只眼を野沢雅子、ベナレスを池田秀一が演じている。